# Orchidee del Madagascar

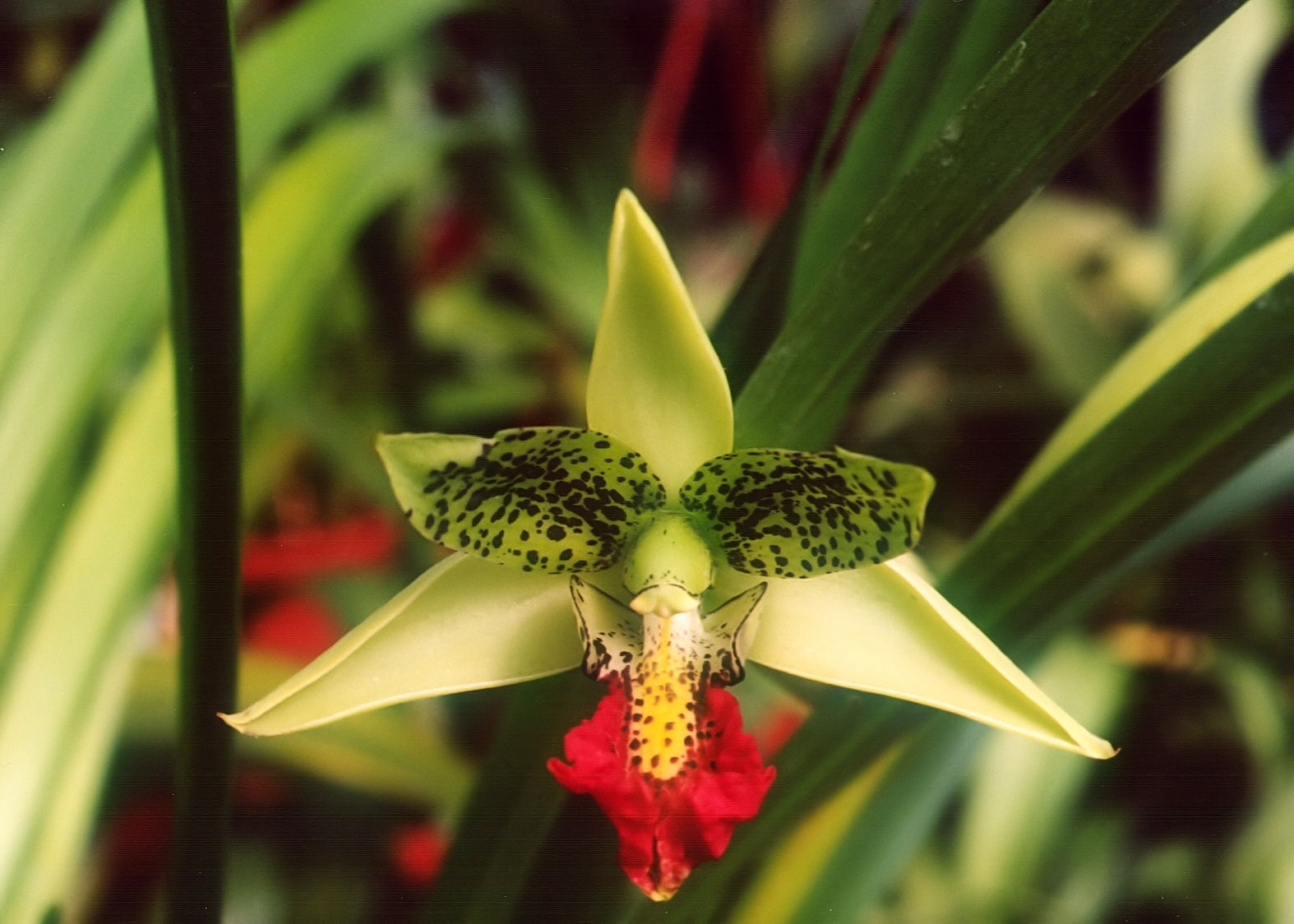
Cymbidiella pardalina

Il Madagascar è la patria di quasi un migliaio di specie diverse di orchidee, circa 900 delle quali endemiche, che costituiscono circa il dieci per cento della flora dell'isola. Orchidee si trovano in quasi ogni habitat dell'isola, dalla foresta pluviale costiera alle foreste d'alta montagna e perfino nella foresta spinosa.
La maggior parte delle specie appartengono alle sottofamiglie Epidendroideae e Orchidoideae; appena 8 specie appartengono alle Vanilloideae, tra cui la Vanilla planifolia, da cui si ricava l'essenza di vaniglia, che è un genere da esportazione di una certa importanza per l'economia del paese.

I raggruppamenti più numerosi si hanno nei generi Bulbophyllum (188 spp.), Angraecum (129 spp.) e Cynorkis (109 spp.). Alcuni generi come p.es. Ambrella (1 sp.), Beclardia (2 spp.), Benthamia (29 spp.), Cymbidiella (3 spp.), Erasanthe (1 sp.), Eulophiella (5 spp.), Gastrorchis (8 spp.), Grammangis (2 spp.), Imerinaea (1 sp.), Lemurorchis (1 sp.), Megalorchis (1 sp.), Paralophia (2 spp.) e Tylostigma (8 spp.), sono endemici dell'isola.
Molte specie sono epifite, come p.es. Cymbidiella pardalina, che cresce in simbiosi con la felce Platycerium madagascariense,  e Eulophiella roempleriana, che cresce nelle ascelle foliari di Pandanus utilis, altre sono litofite e alcune sono terrestri.
Segue un elenco dei generi e delle relative specie, suddivisi per sottofamiglie, tribù e sottotribù. Accanto ad ogni genere è indicato, tra parentesi, il numero delle specie presenti sull'isola. Il simbolo (E) contrassegna i generi endemici.

## Sottofamiglia Vanilloideae

### Tribù Vanilleae
- Genere Galeola Lour., 1790 (1 spp.)
  - Galeola humblotii Rchb.f.
- Genere Vanilla Mill., 1754 (7 spp.)
  - Vanilla coursii H.Perrier
  - Vanilla decaryana H.Perrier
  - Vanilla francoisii H.Perrier
  - Vanilla humblotii Rchb.f.
  - Vanilla madagascariensis Rolfe
  - Vanilla perrieri Schltr.
  - Vanilla planifolia Andrews

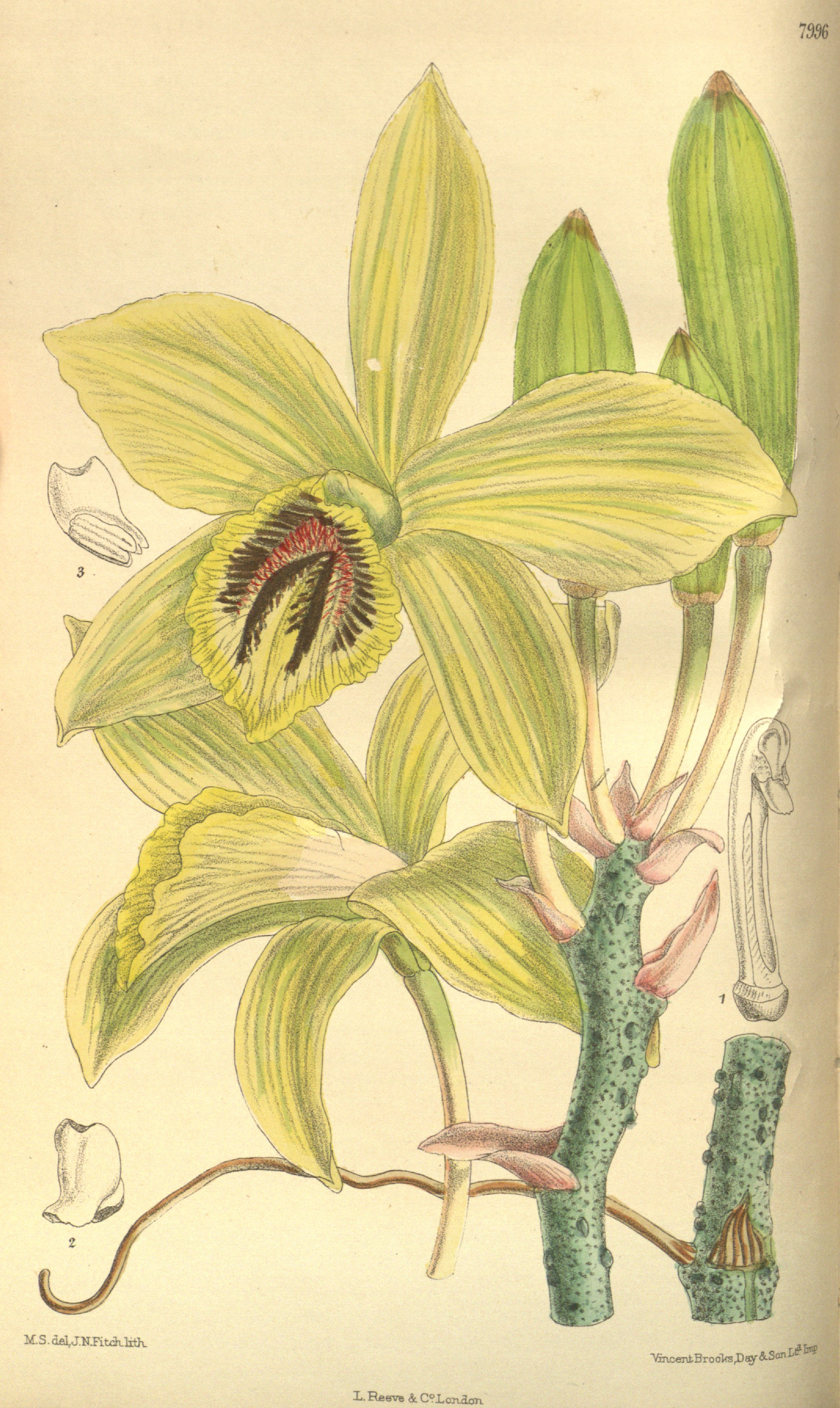
Vanilla humblotii
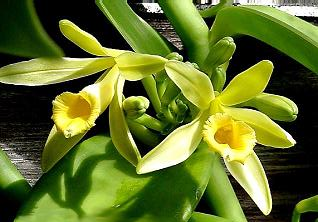
Vanilla planifolia

## Sottofamiglia Orchidoideae

### Tribù Cranichideae

#### Sottotribù Goodyerinae
- Genere Cheirostylis Bijdr., 1825 (1 sp.)
  - Cheirostylis nuda (Thouars) Ormerod
- Genere Goodyera R.Br., 1813 (4 spp.)
  - Goodyera afzelii Schltr.
  - Goodyera perrieri (Schltr.) Schltr.
  - Goodyera flaccida Schltr.
  - Goodyera humicola (Schltr.) Schltr.
- Genere Platylepis A.Rich., 1828  (3 spp.)
  - Platylepis bigibbosa H.Perrier
  - Platylepis occulta (Thouars) Rchb. f.
  - Platylepis polyadenia Rchb. f.
- Genere Zeuxine Lindl., 1826 (1 sp.)
  - Zeuxine madagascariensis Schltr.

### Tribù Orchideae

#### Sottotribù Brownleeinae
- Genere Brownleea Harv. ex Lindl., 1842 (2 spp.)
  - Brownleea coerulea Harv. ex Lindl.
  - Brownleea parviflora Harv. ex Lindl.

- Genere Disperis Sw., 1800 (21 spp.)

- Disperis anthoceros Rchb.f., 1881
- Disperis trilineata Schltr., 1924
- Disperis similis Schltr., 1924
- Disperis oppositifolia Sm. in A.Rees, 1808
- Disperis latigaleata H.Perrier, 1939
- Disperis ciliata Bosser, 2002
- Disperis discifera H.Perrier, 1936
- Disperis hildebrandtii Rchb.f., 1878
- Disperis ankarensis H.Perrier, 1939
- Disperis lanceana H.Perrier, 1936
- Disperis humblotii Rchb.f., 1885
- Disperis masoalensis P.J.Cribb & la Croix, 2002
- Disperis falcatipetala P.J.Cribb & la Croix, 2002
- Disperis perrieri Schltr., 1913
- Disperis saxicola Schltr., 1924
- Disperis majungensis Schltr., 1924
- Disperis erucifera H.Perrier, 1936
- Disperis tripetaloides (Thouars) Lindl., 1839
- Disperis bathiei Bosser & la Croix, 2002
- Disperis lanceolata Bosser & la Croix, 2002
- Disperis bosseri la Croix & P.J.Cribb, 2002

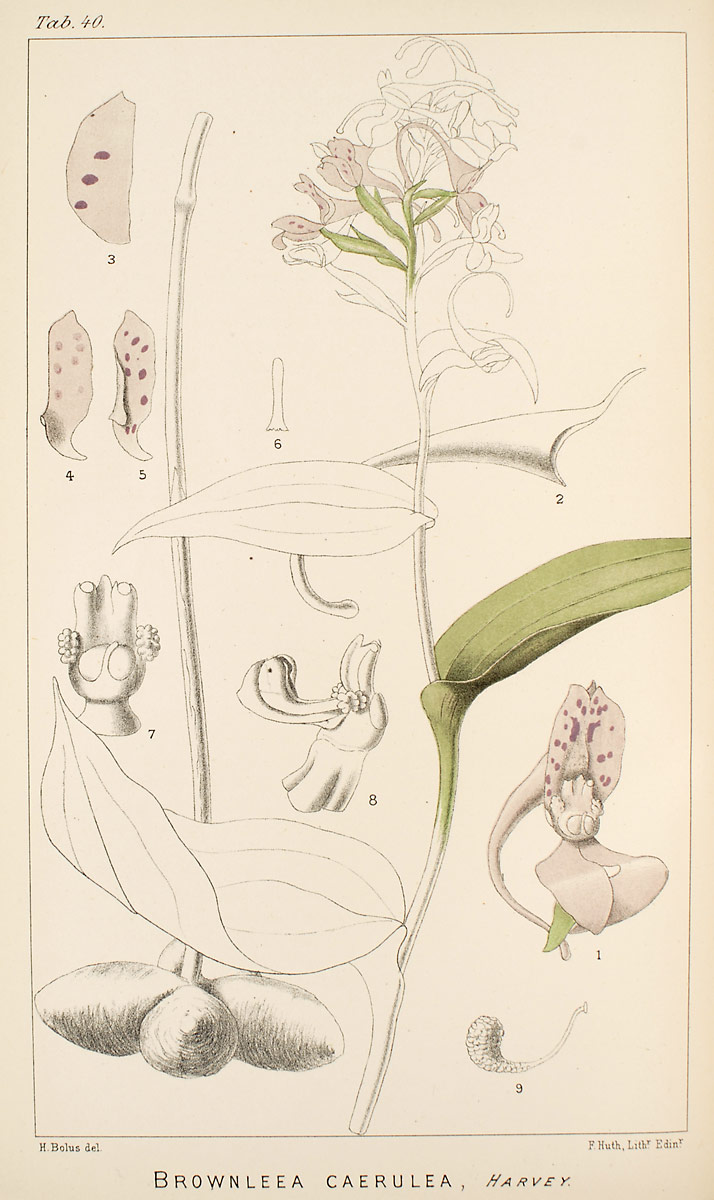
Brownleea caerulea
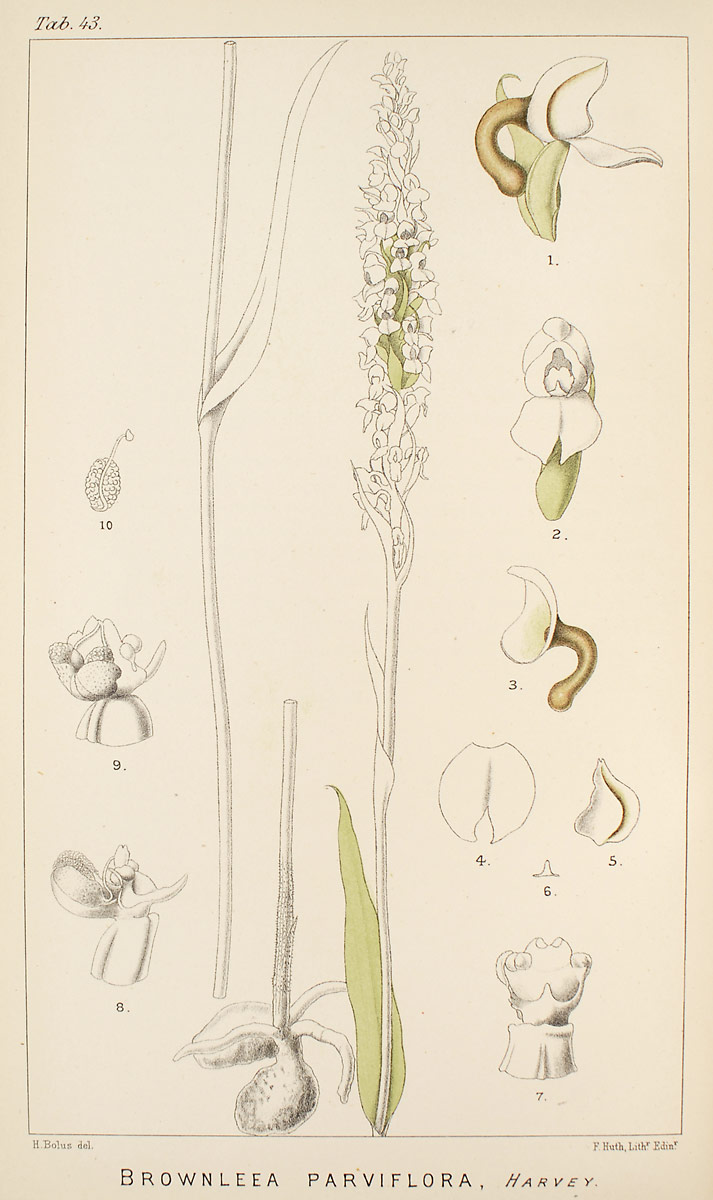
Brownleea parviflora

#### Sottotribù Disinae
- Genere Disa P.J.Bergius, 1767 (4 spp.)
  - Disa andringitrana Schltr.
  - Disa buchenaviana Kraenzl.
  - Disa caffra Bolus
  - Disa incarnata Lindl.

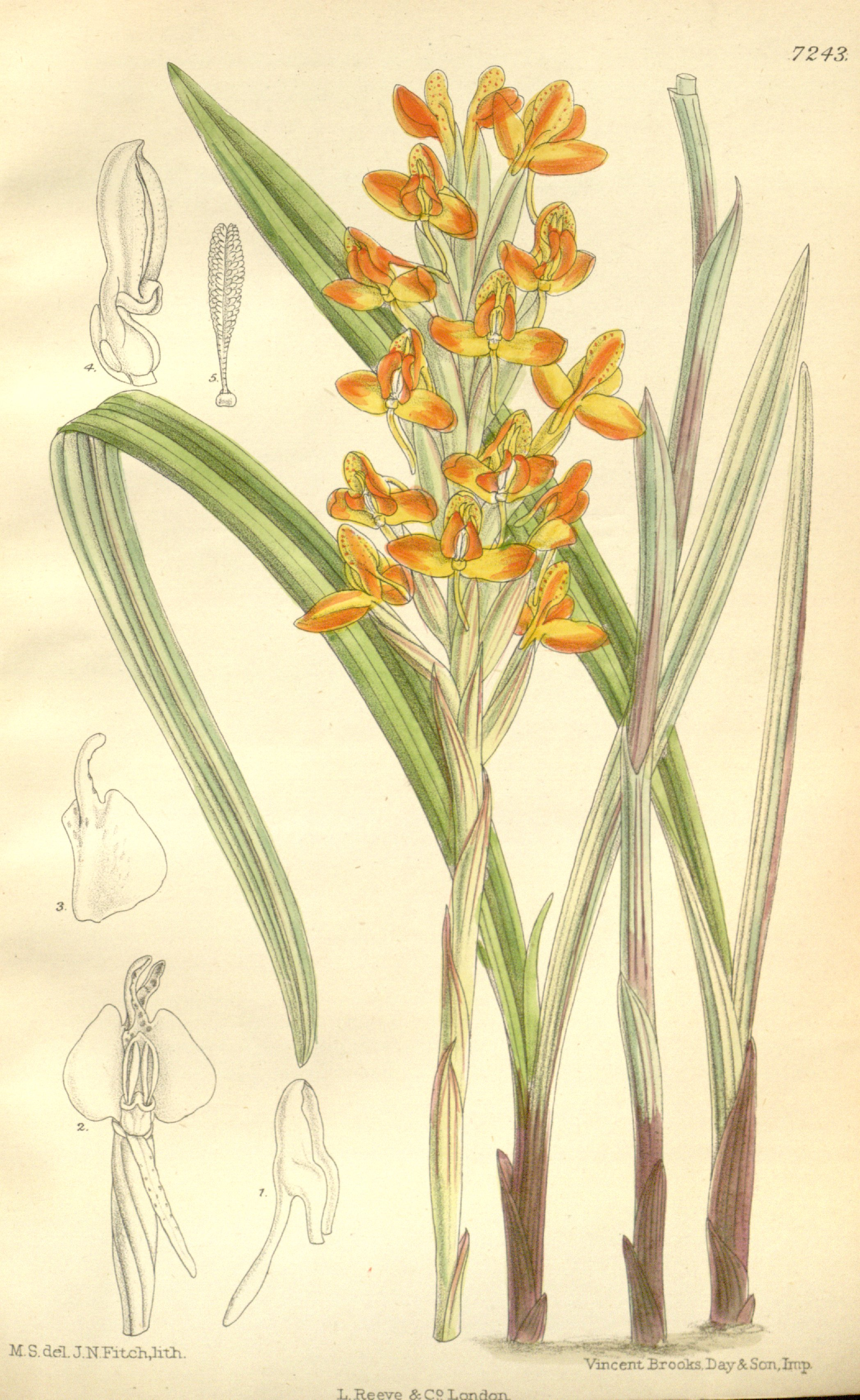
Disa incarnata

#### Sottotribù Orchidinae
- Genere Benthamia A.Rich., 1828 (29 spp.) (E)

- Benthamia africana (Lindl.)
- Benthamia bathieana Schltr., 1924
- Benthamia calceolata H.Perrier, 1934
- Benthamia catatiana H.Perrier, 1934
- Benthamia chlorantha (Spreng.) Garay & G.A.Romero, 1998
- Benthamia cinnabarina (Rolfe) H.Perrier, 1934
- Benthamia cuspidata H.Perrier, 1934
- Benthamia dauphinensis (Rolfe) Schltr., 1924
- Benthamia elata Schltr., 1918
- Benthamia exilis Schltr., 1924
- Benthamia glaberrima (Ridl.) H.Perrier, 1934
- Benthamia herminioides Schltr., 1924
- Benthamia humbertii H.Perrier, 1934
- Benthamia longicalceata H.Perrier, 1951
- Benthamia macra Schltr., 1924
- Benthamia madagascariensis (Rolfe) Schltr., 1916
- Benthamia majoriflora H.Perrier, 1951
- Benthamia melanopoda Schltr., 1924
- Benthamia misera (Ridl.) Schltr., 1924
- Benthamia monophylla Schltr., 1924
- Benthamia nigrescens Schltr., 1916
- Benthamia nigrovaginata H.Perrier, 1934
- Benthamia nivea Schltr., 1924
- Benthamia perfecunda H.Perrier, 1951
- Benthamia perularioides Schltr., 1924
- Benthamia praecox Schltr., 1916
- Benthamia procera Schltr., 1916
- Benthamia rostrata Schltr., 1924
- Benthamia verecunda Schltr., 1924

- Genere Brachycorythis Lindl., 1838 (2 spp.)
  - Brachycorythis disoides (Ridl.) Kraenzl.
  - Brachycorythis pleistophylla Rchb.f.

- Genere Cynorkis Thouars, 1809 (109 spp.)

- Cynorkis alborubra Schltr., 1924
- Cynorkis ambondrombensis Boiteau, 1942
- Cynorkis ampullacea (H.Perrier) H.Perrier ex Hermans, 2007
- Cynorkis ampullifera H.Perrier, 1951
- Cynorkis andohahelensis H.Perrier, 1939
- Cynorkis andringitrana Schltr., 1924
- Cynorkis angustipetala Ridl., 1885
- Cynorkis aphylla Schltr., 1913
- Cynorkis aurantiaca Ridl., 1886
- Cynorkis australis (Boiteau) Hermans & P.J.Cribb
- Cynorkis baronii Rolfe, 1891
- Cynorkis bathiei Schltr., 1924
- Cynorkis betsileensis Kraenzl., 1898
- Cynorkis betsomangensis (Bosser) Hermans & P.J.Cribb
- Cynorkis bifurca (H.Perrier) Hermans & P.J.Cribb
- Cynorkis bimaculata (Ridl.) H.Perrier, 1939
- Cynorkis boinana Schltr., 1913
- Cynorkis boryana (H.Perrier) Hermans & P.J.Cribb
- Cynorkis brachyceras Schltr., 1924
- Cynorkis brevicornu Ridl., 1885
- Cynorkis calanthoides Kraenzl., 1882
- Cynorkis cardiophylla Schltr., 1916
- Cynorkis catatii Bosser, 1969
- Cynorkis coccinelloides (Frapp. ex Cordem.) Schltr., 1915
- Cynorkis confusa H.Perrier, 1951
- Cynorkis cuneilabia Schltr., 1924
- Cynorkis decaryana H.Perrier ex Hermans, 2007
- Cynorkis dens-serpens Hermans & P.J.Cribb
- Cynorkis disperidoides Bosser, 1969
- Cynorkis elata Rolfe, 1891
- Cynorkis elegans Rchb.f., 1888
- Cynorkis epiphytica (H.Perrier) Hermans & P.J.Cribb
- Cynorkis ericophila H.Perrier ex Hermans, 2007
- Cynorkis fastigiata Thouars, 1822
- Cynorkis filiformis Schltr., 1924
- Cynorkis fimbriata H.Perrier ex Hermans, 2007
- Cynorkis flabellifera H.Perrier, 1951
- Cynorkis flexuosa Lindl., 1835
- Cynorkis formosa Bosser, 1969
- Cynorkis gaesiformis H.Perrier, 1951
- Cynorkis gibbosa Ridl., 1883
- Cynorkis gigas Schltr., 1924
- Cynorkis glandulosa Ridl., 1886
- Cynorkis globifera H.Perrier, 1951
- Cynorkis globosa Schltr., 1906
- Cynorkis graminea (Thouars) Schltr., 1924
- Cynorkis guttata Hermans & P.J.Cribb, 2007
- Cynorkis gymnochiloides (Schltr.) H.Perrier, 1931
- Cynorkis henrici Schltr., 1924
- Cynorkis hispidula Ridl., 1885
- Cynorkis hologlossa Schltr., 1924
- Cynorkis humbertii Bosser, 1969
- Cynorkis jumelleana Schltr., 1924
- Cynorkis laeta Schltr., 1924
- Cynorkis lagenifera (H.Perrier) Hermans & P.J.Cribb
- Cynorkis lancilabia Schltr., 1924
- Cynorkis latipetala H.Perrier, 1951
- Cynorkis lilacina Ridl., 1885
- Cynorkis lindleyana Hermans, 2007
- Cynorkis lowiana Rchb.f., 1888
- Cynorkis marojejyensis Bosser, 1969
- Cynorkis melinantha Schltr., 1924
- Cynorkis mellitula Toill.-Gen. & Bosser, 1961
- Cynorkis mesophylla Schltr.
- Cynorkis minuticalcar Toill.-Gen. & Bosser, 1964
- Cynorkis monadenia H.Perrier, 1939
- Cynorkis muscicola Bosser, 1969
- Cynorkis nutans (Ridl.) H.Perrier, 1931
- Cynorkis ochroglossa Schltr., 1924
- Cynorkis orchioides Schltr., 1913
- Cynorkis papilio Bosser, 1969
- Cynorkis papillosa (Ridl.) Summerh., 1951
- Cynorkis perrieri Schltr., 1916
- Cynorkis petiolata H.Perrier, 1951
- Cynorkis peyrotii Bosser, 1969
- Cynorkis pinguicularioides H.Perrier ex Hermans, 2007
- Cynorkis pseudorolfei H.Perrier, 1951
- Cynorkis purpurascens Thouars, 1822
- Cynorkis purpurea (Thouars) Kraenzl., 1898
- Cynorkis quinqueloba H.Perrier ex Hermans, 2007
- Cynorkis quinquepartita H.Perrier ex Hermans, 2007
- Cynorkis raymondiana H.Perrier ex Hermans, 2007
- Cynorkis ridleyi T.Durand & Schinz, 1894
- Cynorkis rolfei Hochr., 1908
- Cynorkis rosellata (Thouars) Bosser, 1997
- Cynorkis rotundifolia (H.Perrier) Hermans & P.J.Cribb
- Cynorkis sacculata Schltr., 1916
- Cynorkis sagittata H.Perrier, 1951
- Cynorkis sambiranoensis Schltr., 1924
- Cynorkis saxicola Schltr., 1924
- Cynorkis schlechteri H.Perrier, 1929
- Cynorkis sororia Schltr., 1913
- Cynorkis souegesii Bosser & Veyret, 1970
- Cynorkis spatulata H.Perrier ex Hermans, 2007
- Cynorkis stenoglossa Kraenzl., 1893
- Cynorkis stolonifera (Schltr.) Schltr., 1924
- Cynorkis subtilis Bosser (2004
- Cynorkis sylvatica Bosser, 1969
- Cynorkis tenella Ridl., 1886
- Cynorkis tenerrima (Ridl.) Kraenzl., 1898
- Cynorkis tenuicalcar Schltr., 1924
- Cynorkis tristis Bosser, 1969
- Cynorkis tryphioides Schltr., 1913
- Cynorkis uniflora Lindl., 1835
- Cynorkis verrucosa Bosser, 1969
- Cynorkis villosa Rolfe, 1906
- Cynorkis violacea Schltr., 1913
- Cynorkis zaratananae Schltr., 1924

- Genere Habenaria Willd., 1805 (29 spp.)

- Habenaria acuticalcar H.Perrier, 1951
- Habenaria alta Ridl., 1885
- Habenaria ambositrana Schltr., 1916
- Habenaria arachnoides Thouars, 1822
- Habenaria bathiei Schltr., 1924
- Habenaria beharensis Bosser, 1969
- Habenaria boiviniana Kraenzl. & Schltr. in F.W.L.Kraenzlin, 1897
- Habenaria cirrhata (Lindl.) Rchb.f., 1865
- Habenaria clareae Hermans, 2007
- Habenaria cochleicalcar Bosser, 1969
- Habenaria conopodes Ridl., 1886
- Habenaria decaryana H.Perrier, 1936
- Habenaria demissa Schltr., 1924
- Habenaria ferkoana Schltr., 1918
- Habenaria foxii Ridl., 1886
- Habenaria hilsenbergii Ridl., 1885
- Habenaria incarnata (Lyall ex Lindl.) Rchb.f., 1865
- Habenaria lastelleana Kraenzl., 1898
- Habenaria leandriana Bosser, 1969
- Habenaria monadenioides Schltr., 1916
- Habenaria nautiloides H.Perrier, 1951
- Habenaria praealta (Thouars) Spreng., 1826
- Habenaria quartzicola Schltr., 1924
- Habenaria saprophytica Bosser & P.J.Cribb, 1996
- Habenaria simplex Kraenzl., 1882
- Habenaria tianae P.J.Cribb & D.L.Roberts, 2008
- Habenaria tropophila H.Perrier, 1951
- Habenaria truncata Lindl., 1835
- Habenaria tsaratananensis H.Perrier, 1936

- Genere Megalorchis H.Perrier, 1936 [1937] (1 sp.) (E)
  - Megalorchis regalis (Schltr.) H.Perrier

- Genere Platycoryne Rchb.f., 1855 (1 sp.)
  - Platycoryne pervillei Rchb.f.

- Genere Satyrium Sw., 1800 (5 sp.)
  - Satyrium rostratum Lindl.
  - Satyrium amoenum (Thouars) A.Rich.
  - Satyrium baronii Schltr.
  - Satyrium perrieri Schltr.
  - Satyrium trinerve Lindl.

- Genere Tylostigma Schltr., 1916 (8 spp.) (E)
  - Tylostigma filiforme H.Perrier, 1951
  - Tylostigma foliosum Schltr., 1923
  - Tylostigma herminioides Schltr., 1924
  - Tylostigma hildebrandtii (Ridl.) Schltr., 1924
  - Tylostigma madagascariense Schltr., 1916
  - Tylostigma nigrescens Schltr., 1916
  - Tylostigma perrieri Schltr., 1916
  - Tylostigma tenellum Schltr., 1924

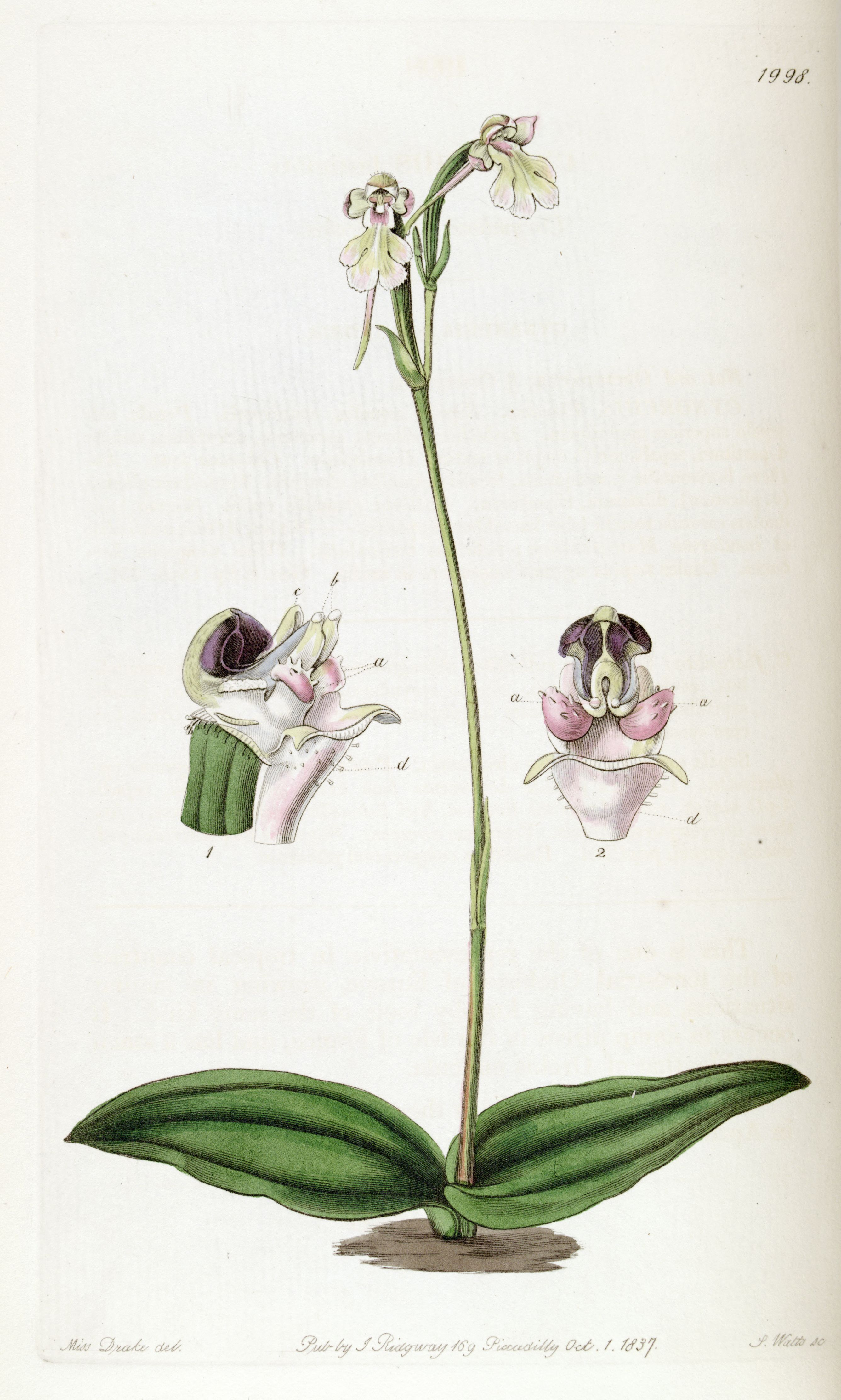
Cynorkis fastigiata
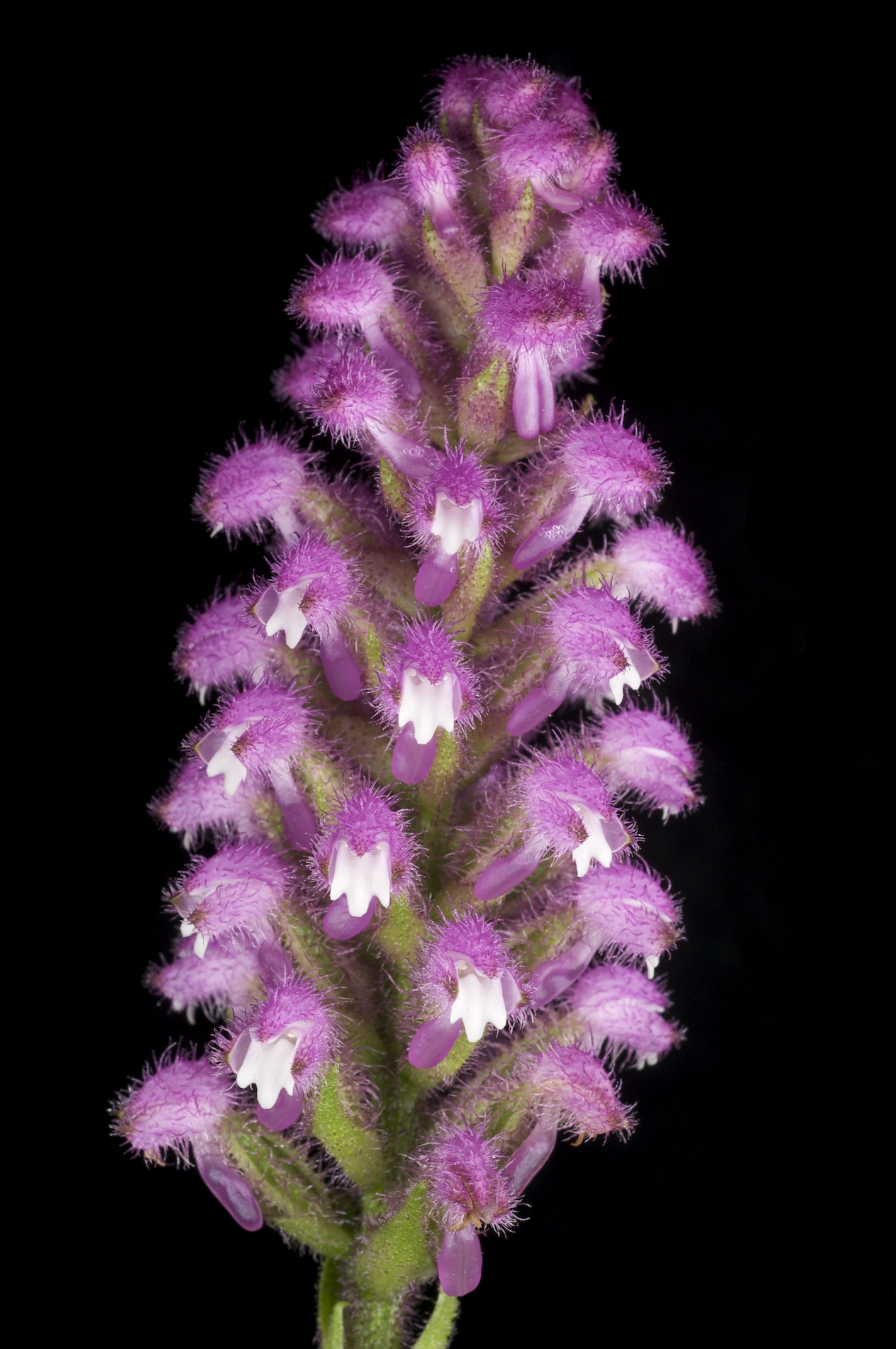
Cynorkis villosa
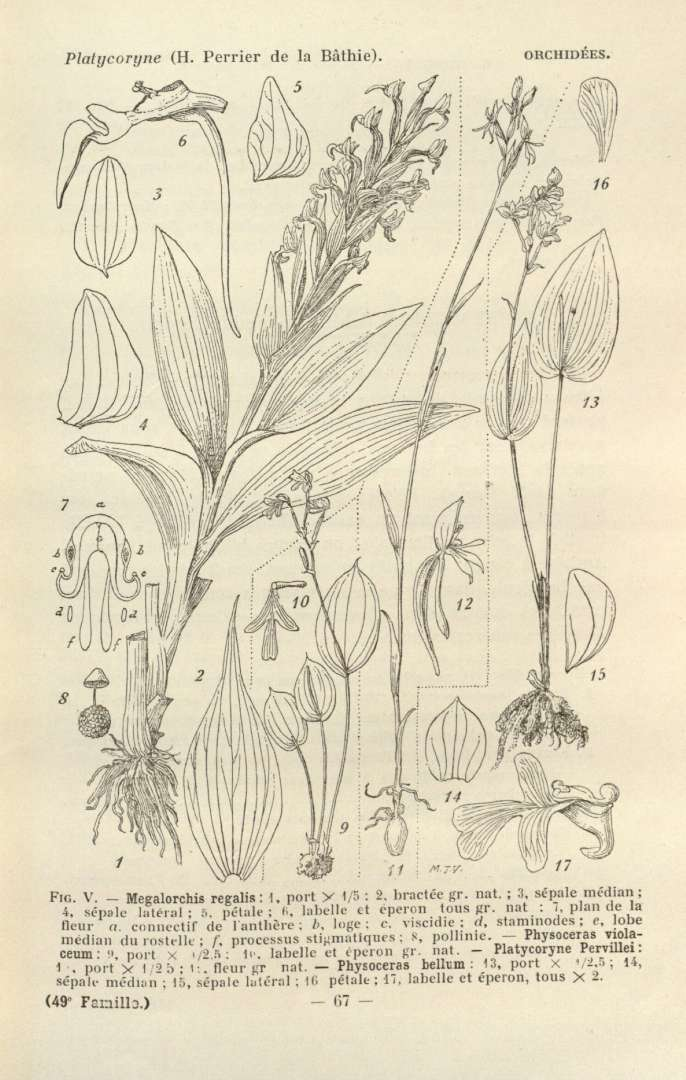
Megalorchis regalis

## Sottofamiglia Epidendroideae

### Tribù Collabieae
- Genere Calanthe R.Br., 1821 (5 spp.)
  - Calanthe humbertii H.Perrier
  - Calanthe madagascariensis Watson ex Rolfe
  - Calanthe repens Schltr.
  - Calanthe sylvatica (Thouars) Lindl.
  - Calanthe millotae Ursch & Genoud ex Bosser
- Genere Phaius Lour., 1790 (1 spp.)
  - Phaius pulchellus Kraenzl.
- Genere Gastrorchis Thouars, 1809 (8 spp.) (E)
  - Gastrorchis francoisii  Schltr., 1924
  - Gastrorchis humblotii  (Rchb.f.) Schltr., 1924
  - Gastrorchis lutea  (Ursch & Toill.-Gen. ex Bosser) Senghas, 1984
  - Gastrorchis peyrotii  (Bosser) Senghas, 1984
  - Gastrorchis pulchra  Humbert & H.Perrier, 1955
  - Gastrorchis simulans  (Rolfe) Schltr, 1924
  - Gastrorchis steinhardtiana  Senghas, 1997
  - Gastrorchis tuberculosa  (Thouars) Schltr., 1924

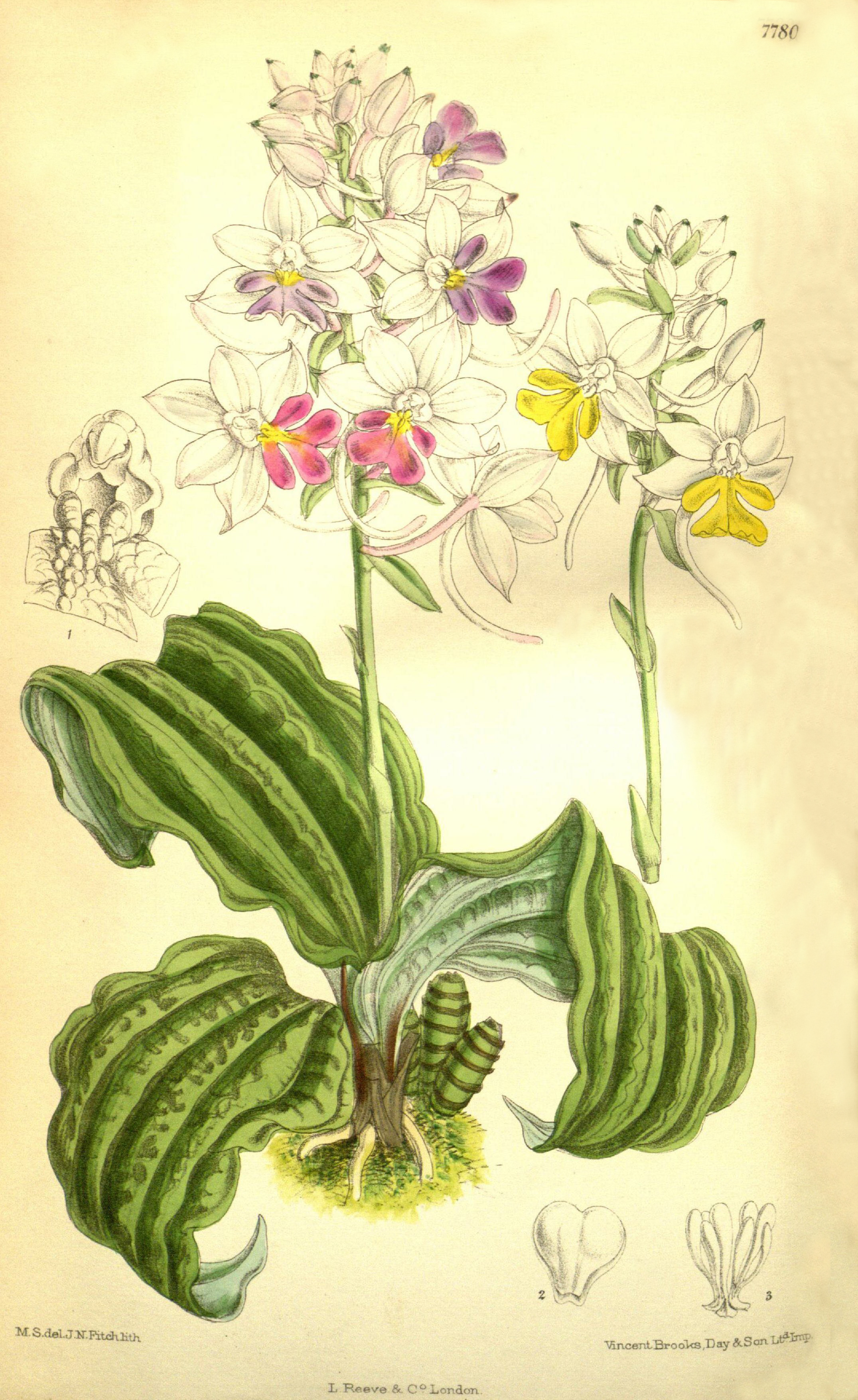
Calanthe madagascariensis
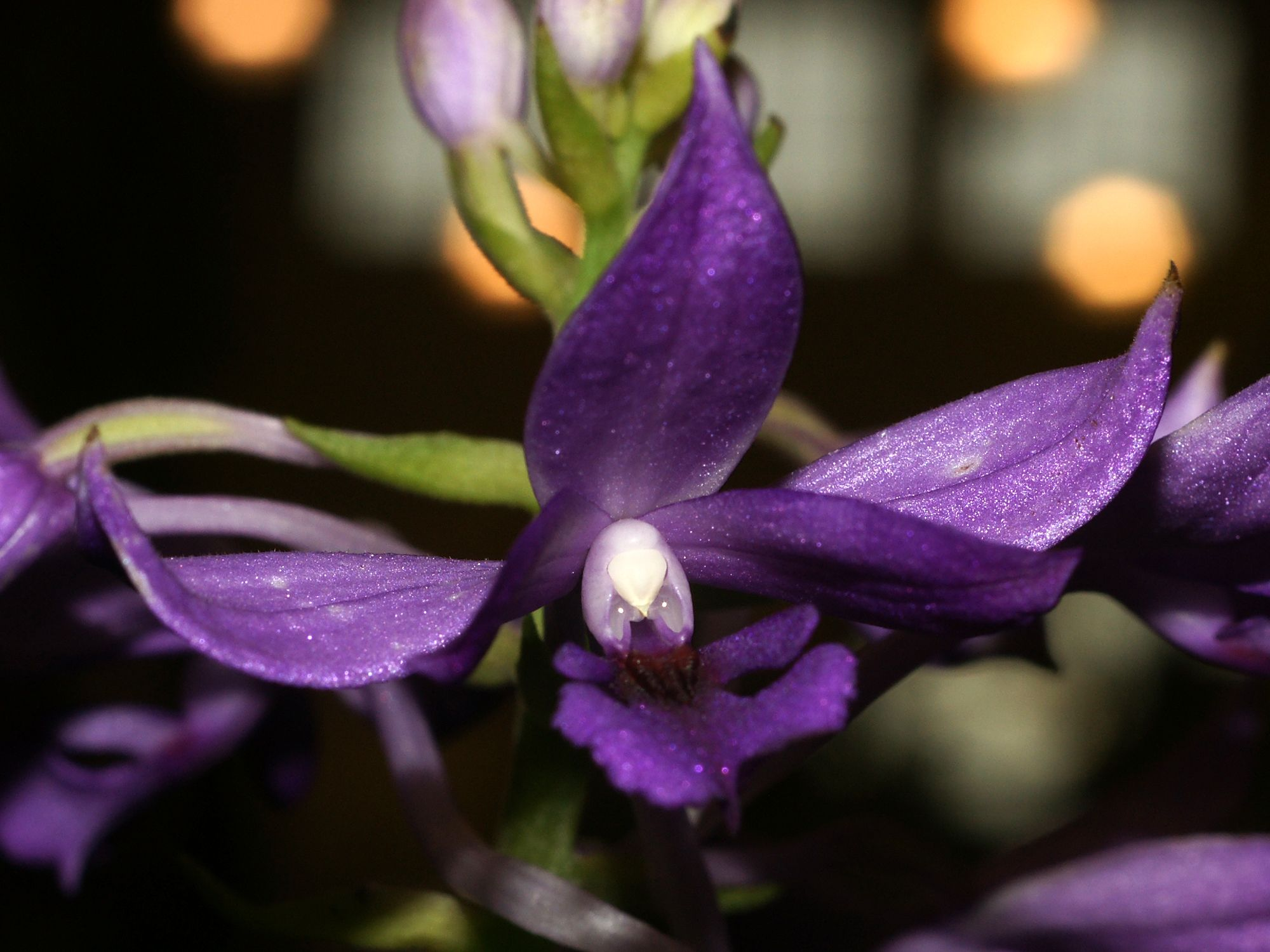
Calanthe sylvatica
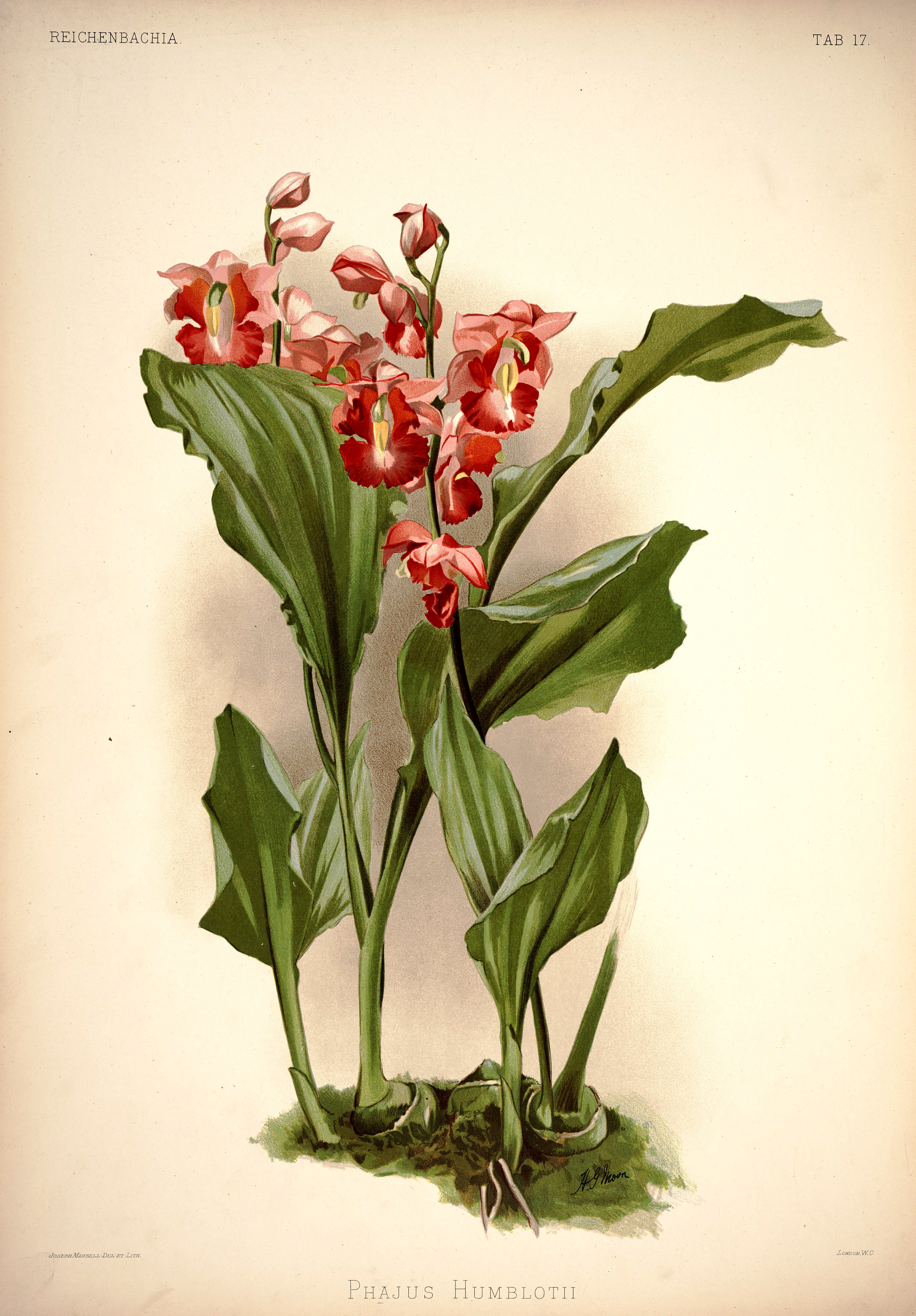
Gastrorchis humblotii
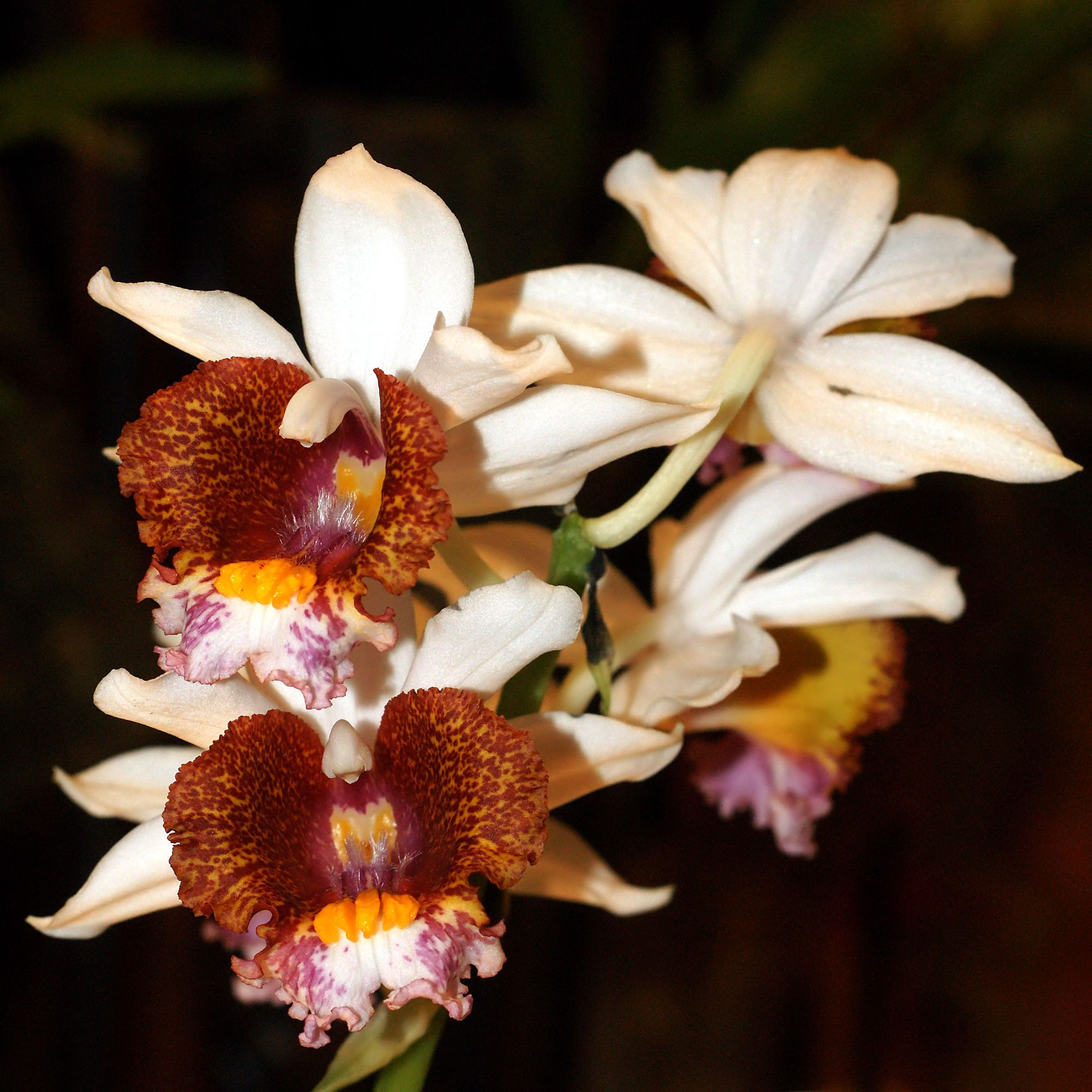
Gastrorchis lutea

### Tribù Cymbidieae

#### Sottotribù Eulophiinae
- Genere Cymbidiella Rolfe, 1918 (3 spp.) (E)
  - Cymbidiella falcigera (Rchb.f.) Garay, 1976
  - Cymbidiella flabellata (Thouars) Rolfe, 1918
  - Cymbidiella pardalina (Rchb.f.) Garay, 1976

- Genere Eulophia R.Br. ex Lindl., 1821 (17 spp.)

- Eulophia hologlossa Schltr.
- Eulophia mangenotiana Bosser & Veyret
- Eulophia filifolia Bosser & Morat
- Eulophia macra Ridl.
- Eulophia ramosa Ridl.
- Eulophia perrieri Schltr.
- Eulophia beravensis Rchb. f.
- Eulophia livingstoniana (Rchb. f.) Summerh.
- Eulophia grandidieri H.Perrier
- Eulophia ibityensis Schltr.
- Eulophia pileata Ridl.
- Eulophia pulchra (Thouars) Lindl.
- Eulophia reticulata Ridl.
- Eulophia rutenbergiana Kraenzl.
- Eulophia hians Lindl.
- Eulophia nervosa H.Perrier
- Eulophia plantaginea (Thouars) Rolfe ex Hochr.

- Genere Eulophiella Rolfe, 1891 (6 spp.) (E)
  - Eulophiella capuroniana Bosser & Morat, 1972
  - Eulophiella elisabethae Linden & Rolfe, 1891
  - Eulophiella ericophila Bosser, 1974
  - Eulophiella galbana (Ridl.) Bosser & Morat, 2001
  - Eulophiella longibracteata Hermans & P.J.Cribb[2]
  - Eulophiella roempleriana (Rchb.f.) Schltr., 1915

- Genere Grammangis  Rchb.f., 1860 (2 spp.) (E)
  - Grammangis ellisii (Lindl.) Rchb.f., 1860
  - Grammangis spectabilis Bosser & Morat, 1969

- Genere Graphorkis Thouars, 1809 (3 spp.)
  - Graphorkis concolor (Thouars) Kuntze, 1891
  - Graphorkis ecalcarata (Schltr.) Summerh., 1953
  - Graphorkis medemiae (Schltr.) Summerh., 1953

- Genere Imerinaea Schltr., 1924 (1 sp.) (E)
  - Imerinaea madagascarica Schltr., 1924

- Genere Oeceoclades Lindl., 1832 (29 spp.)

- Oeceoclades alismatophylla  (Rchb.f.) Garay & P.Taylor (1976)
- Oeceoclades ambongensis  (Schltr.) Garay & P.Taylor (1976)
- Oeceoclades ambrensis  (H.Perrier) Bosser & Morat (2001)
- Oeceoclades analamerensis  (H.Perrier) Garay & P.Taylor (1976)
- Oeceoclades analavelensis  (H.Perrier) Garay & P.Taylor (1976)
- Oeceoclades angustifolia  (Senghas) Garay & P.Taylor (1976)
- Oeceoclades antsingyensis  G.Gerlach (1995)
- Oeceoclades boinensis  (Schltr.) Garay & P.Taylor (1976)
- Oeceoclades calcarata  (Schltr.) Garay & P.Taylor (1976)
- Oeceoclades callmanderi  Bosser (2006)
- Oeceoclades cordylinophylla  (Rchb.f.) Garay & P.Taylor (1976)
- Oeceoclades decaryana  (H.Perrier) Garay & P.Taylor (1976)
- Oeceoclades flavescens  Bosser & Morat (2001)
- Oeceoclades furcata  Bosser & Morat (2001)
- Oeceoclades gracillima  (Schltr.) Garay & P.Taylor (1976)
- Oeceoclades hebdingiana  (Guillaumin) Garay & P.Taylor (1976)
- Oeceoclades humbertii  (H.Perrier) Bosser & Morat (2001)
- Oeceoclades lanceata  (H.Perrier) Garay & P.Taylor (1976)
- Oeceoclades longibracteata  Bosser & Morat (2001)
- Oeceoclades maculata  (Lindl.) Lindl. (1833) - specie tipo
- Oeceoclades pandurata  (Rolfe) Garay & P.Taylor (1976)
- Oeceoclades perrieri  (Schltr.) Garay & P.Taylor (1976)
- Oeceoclades petiolata  (Schltr.) Garay & P.Taylor (1976)
- Oeceoclades peyrotii  Bosser & Morat (2001)
- Oeceoclades quadriloba  (Schltr.) Garay & P.Taylor (1976)
- Oeceoclades rauhii  (Senghas) Garay & P.Taylor (1976)
- Oeceoclades sclerophylla  (Rchb.f.) Garay & P.Taylor (1976)
- Oeceoclades spathulifera  (H.Perrier) Garay & P.Taylor (1976)

- Genere Paralophia  P.J.Cribb & Hermans, 2005 (2 spp.) (E)
  - Paralophia epiphytica (P.J.Cribb, Du Puy & Bosser) P.J.Cribb, 2005
  - Paralophia palmicola (H.Perrier) P.J.Cribb, 2005

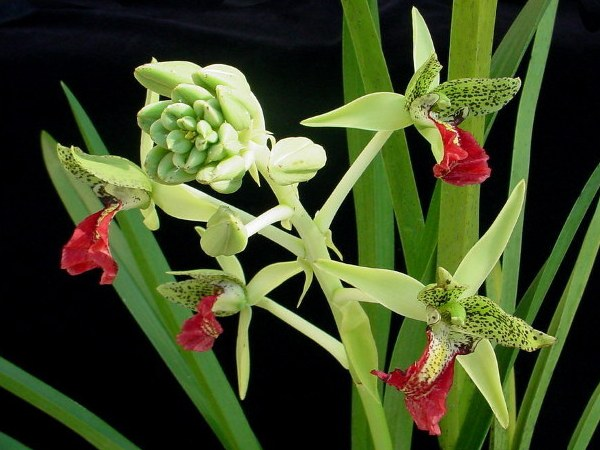
Cymbidiella pardalina
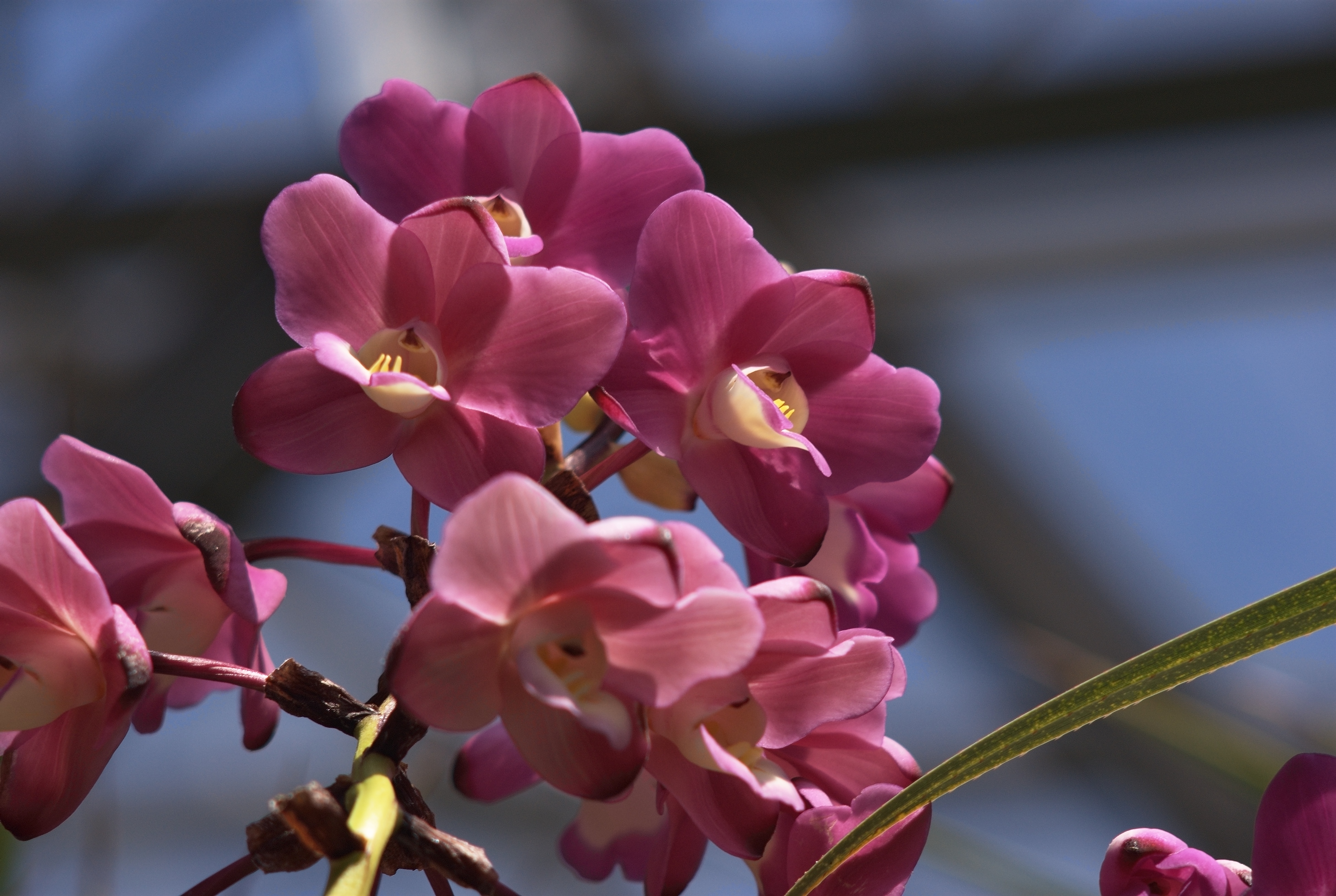
Eulophiella roempleriana
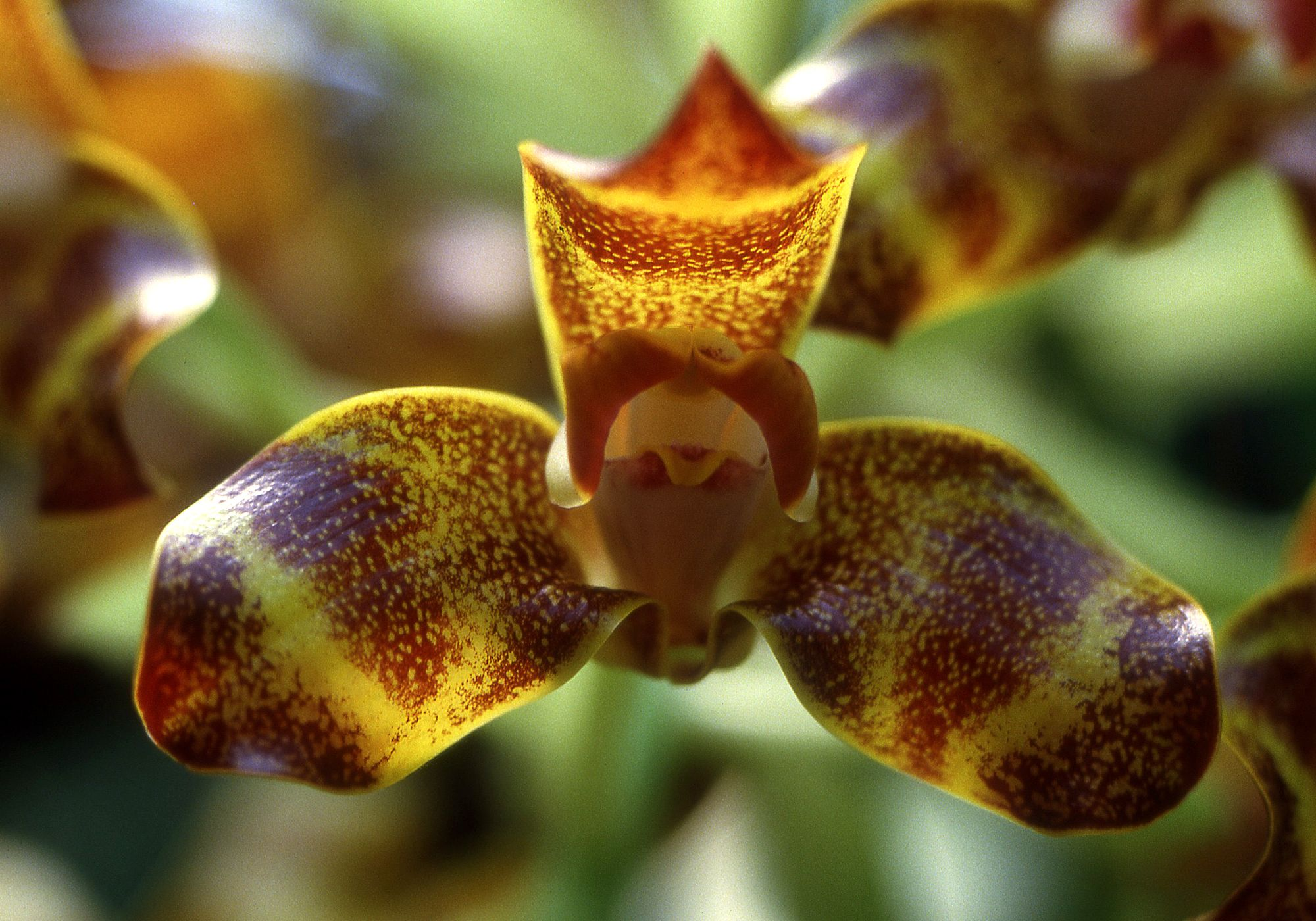
Grammangis ellisii
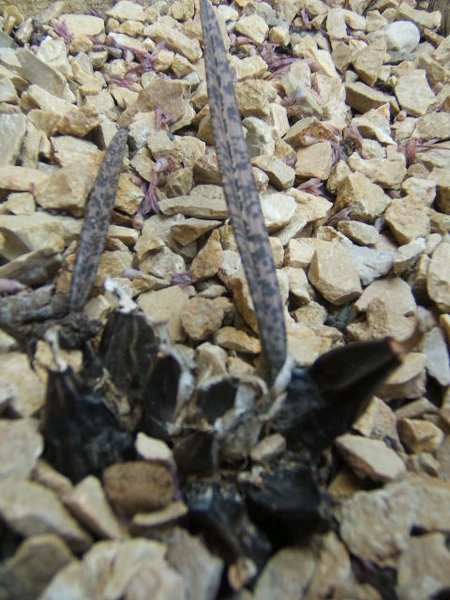
Oeceoclades decaryana

### Tribù Gastrodieae
- Genere Auxopus Schltr., 1905 (1 sp.)
  - Auxopus madagascariensis Schltr.
- Genere Gastrodia R.Br., 1810 (1 sp.)
  - Gastrodia madagascariensis Schltr. ex H.Perrier

### Tribù Epidendreae

#### Sottotribù Agrostophyllinae
- Genere Agrostophyllum Blume, 1825
  - Agrostophyllum occidentale Schltr, 1915

### Tribù Malaxideae

#### Sottotribù Dendrobiinae
- Genere Bulbophyllum Thouars, 1822 (188 spp.)

- Bulbophyllum longiflorum Thouars, 1822
- Bulbophyllum afzelii Schltr., 1918
- Bulbophyllum forsythianum Kraenzl., 1899
- Bulbophyllum hapalanthos Garay, 1999
- Bulbophyllum lakatoense Bosser, 1969
- Bulbophyllum lichenophylax Schltr., 1924
- Bulbophyllum mangenotii Bosser, 1965
- Bulbophyllum cataractarum Schltr., 1924
- Bulbophyllum debile Bosser, 1989
- Bulbophyllum neglectum Bosser, 1965
- Bulbophyllum percoroiculatum H.Perrier, 1951
- Bulbophyllum pepusillum H.Wendl. & Kraenzl., 1894
- Bulbophyllum petrae G.A.Fisch., Sieder & P.J.Cribb, 2007
- Bulbophyllum analamazoatrae Schltr., 1924
- Bulbophyllum amphorimorphum H.Perrier, 1951
- Bulbophyllum aubrevillei Bosser, 1965
- Bulbophyllum françoisii H.Perrier, 1937
- Bulbophyllum kieneri Bosser, 1971
- Bulbophyllum oxycalyx Schltr., 1924
- Bulbophyllum pandurella Schltr., 1924
- Bulbophyllum rauhii Toill.-Gen. & Bosser, 1961
- Bulbophyllum therezienii Bosser, 1971
- Bulbophyllum platypodum H.Perrier, 1937
- Bulbophyllum pleiopterum Schltr., 1912
- Bulbophyllum coriophorum Ridl., 1886
- Bulbophyllum divaricatum H.Perrier, 1937
- Bulbophyllum insolitum Bosser, 1971
- Bulbophyllum perreflexum Bosser & P.J.Cribb, 2001
- Bulbophyllum peyrotii Bosser, 1965
- Bulbophyllum turkii Bosser & P.J.Cribb, 2001
- Bulbophyllum protectum H.Perrier, 1937
- Bulbophyllum cyclanthum Schltr., 1916
- Bulbophyllum jackyi G.A.Fischer, Sieder & P.J.Cribb, 2007
- Bulbophyllum leptochlamys Schltr., 1924
- Bulbophyllum paleiferum Schltr., 1924
- Bulbophyllum quadrialatum H.Perrier, 1939
- Bulbophyllum aggregatum Besser, 1965
- Bulbophyllum oreodorum Schltr., 1924
- Bulbophyllum perseverans Hermans, 2007
- Bulbophyllum lemuraeoides H.Perrier, 1937
- Bulbophyllum tampoketsense H.Perrier, 1937
- Bulbophyllum ankaratranum Schltr., 1924
- Bulbophyllum antongilense Schltr., 1924
- Bulbophyllum namoronae Bosser, 1971
- Bulbophyllum brachyphyton Schltr., 1918
- Bulbophyllum lucidum Schltr., 1924
- Bulbophyllum rictorium Schltr., 1925
- Bulbophyllum rubiginosum Schltr., 1925
- Bulbophyllum auriflorum H.Perrier, 1937
- Bulbophyllum hovarum Schltr., 1924
- Bulbophyllum metonymon Summerh., 1951
- Bulbophyllum minax Schltr., 1924
- Bulbophyllum teretibulbum H.Perrier, 1937
- Bulbophyllum labatii Bosser, 2004
- Bulbophyllum myrmecochilum Schltr., 1924
- Bulbophyllum sanguineum H.Perrier, 1937
- Bulbophyllum acutispicatum H.Perrier, 1951
- Bulbophyllum coccinatum H.Perrier, 1938
- Bulbophyllum ferkoanum Schltr., 1918
- Bulbophyllum lancisepalum H.Perrier, 1938
- Bulbophyllum obtusilabium W.Kittr., 1984
- Bulbophyllum pallens (Jum. & Perrier) Schltr., 1924
- Bulbophyllum ranomafanae Bosser & P.J.Cribb, 2001
- Bulbophyllum rhodostachys Schltr., 1916
- Bulbophyllum rubrolabium Schltr., 1916
- Bulbophyllum sarcorhachis Schltr., 1918
- Bulbophyllum toilliezae Bosser, 1965
- Bulbophyllum henrici Schltr., 1924
- Bulbophyllum moramanganum Schltr., 1922
- Bulbophyllum ankaizinense (Jum. & Perrier) Schltr., 1924
- Bulbophyllum crassipetalum H.Perrier, 1937
- Bulbophyllum hirsutiusculum H.Perrier, 1937
- Bulbophyllum ophiuchus Ridl., 1886
- Bulbophyllum rubrigemmum Hermans, 2007
- Bulbophyllum callosum Bosser, 1965
- Bulbophyllum nitens Jum. & H.Perrier, 1912
- Bulbophyllum subclavatum Schltr., 1925
- Bulbophyllum subcrenulatum Schltr., 1925
- Bulbophyllum humbertii Schltr., 1922
- Bulbophyllum masoalanum Schltr., 1916
- Bulbophyllum verruculiferum H.Perrier, 1951
- Bulbophyllum vulcanorum H.Perrier, 1938
- Bulbophyllum hamelinii W.Watson, 1893
- Bulbophyllum bathieanum Schltr., 1916
- Bulbophyllum brevipetalum H.Perrier, 1937
- Bulbophyllum occlusum Ridl., 1885
- Bulbophyllum sulfureum Schltr., 1924
- Bulbophyllum lemurense Bosser & P.J.Cribb in D.J.Du Puy & al., 1999
- Bulbophyllum viguieri Schltr., 1922
- Bulbophyllum alexandrae Schltr., 1925
- Bulbophyllum anjozorobeense Bosser, 2000
- Bulbophyllum cylindrocarpum Frapp. ex Cordem., 1895
- Bulbophyllum imerinense Schltr., 1925
- Bulbophyllum edentatum H.Perrier, 1937
- Bulbophyllum erythroglossum Bosser, 2000
- Bulbophyllum horizontale Bosser, 1965
- Bulbophyllum mirificum Schltr., 1918
- Bulbophyllum multiligulatum H.Perrier, 1937
- Bulbophyllum reflexiflorum H.Perrier, 1937
- Bulbophyllum andohahelense H.Perrier, 1939
- Bulbophyllum hyalinum Schltr., 1924
- Bulbophyllum obscuriflorum H.Perrier, 1937
- Bulbophyllum boiteaui H.Perrier, 1939
- Bulbophyllum ciliatilabrum H.Perrier, 1937
- Bulbophyllum nigriflorum H.Perrier, 1937
- Bulbophyllum discilabium H.Perrier, 1951
- Bulbophyllum latipetalum H.Perrier, 1951
- Bulbophyllum maudeae A.D.Hawkes, 1966
- Bulbophyllum onivense H.Perrier, 1937
- Bulbophyllum pantoblepharon Schltr., 1924
- Bulbophyllum pleurothallopsis Schltr., 1924
- Bulbophyllum humblotii Rolfe, 1891
- Bulbophyllum hildebrandtii Rchb.f., 1881
- Bulbophyllum bicoloratum Schltr., 1924
- Bulbophyllum cirrhoglossum H.Perrier, 1951
- Bulbophyllum luteobracteatum Jum. & H.Perrier, 1912
- Bulbophyllum obtusatum Schltr., 1924
- Bulbophyllum occultum Thouars, 1822
- Bulbophyllum quadrifarium Rolfe, 1903
- Bulbophyllum cardiobulbum Bosser, 1965
- Bulbophyllum cryptostachyum Schltr., 1924
- Bulbophyllum elliotii Rolfe, 1891
- Bulbophyllum erectum Thouars, 1822
- Bulbophyllum lecouflei Bosser, 1989
- Bulbophyllum pusillum Thouars, 1822
- Bulbophyllum sambiranense Jum. & H.Perrier, 1912
- Bulbophyllum rubrum Jum. & H.Perrier, 1912
- Bulbophyllum ruginosum H.Perrier, 1937
- Bulbophyllum trifarium Rolfe, 1910
- Bulbophyllum leandrianum H.Perrier, 1937
- Bulbophyllum ambrense H.Perrier, 1937
- Bulbophyllum marojejiense H.Perrier, 1951
- Bulbophyllum marovoense H.Perrier, 1951
- Bulbophyllum melleum H.Perrier, 1937
- Bulbophyllum rienanense H.Perrier, 1937
- Bulbophyllum sphaerobulbum H.Perrier, 1937
- Bulbophyllum approximatum Ridl., 1886
- Bulbophyllum kainochiloides H.Perrier, 1937
- Bulbophyllum minutilabrum H.Perrier, 1937
- Bulbophyllum papangense H.Perrier, 1937
- Bulbophyllum subapproximatum H.Perrier, 1937
- Bulbophyllum trichochlamys H.Perrier, 1937
- Bulbophyllum ventriosum H.Perrier, 1937
- Bulbophyllum zaratananae Schltr., 1924
- Bulbophyllum ambatoavense Bosser, 2004
- Bulbophyllum curvifolium Schltr., 1916
- Bulbophyllum decaryanum H.Perrier, 1937
- Bulbophyllum lineariligulatum Schltr., 1924
- Bulbophyllum subsecundum Schltr., 1916
- Bulbophyllum subsessile Schltr., 1924
- Bulbophyllum vakonae Hermans, 2007
- Bulbophyllum xanthobulbum Schltr., 1918
- Bulbophyllum alleizettei Schltr., 1922
- Bulbophyllum baronii Ridl., 1885
- Bulbophyllum florulentum Schltr., 1924
- Bulbophyllum leptostachyum Schltr., 1922
- Bulbophyllum multiflorum Ridl., 1885
- Bulbophyllum rutenbergianum Schltr., 1924
- Bulbophyllum lyperocephalurn Schltr., 1924
- Bulbophyllum lyperostachyum Schltr., 1924
- Bulbophyllum thompsonii Ridl., 1885
- Bulbophyllum molossus Rchb.f., 1888
- Bulbophyllum moratii Bosser, 1989
- Bulbophyllum pachypus Schltr., 1924
- Bulbophyllum septatum Schltr., 1924
- Bulbophyllum ikongoense H.Perrier, 1937
- Bulbophyllum longivaginans H.Perrier, 1937
- Bulbophyllum multivaginatum Jum. & H.Perrier, 1912
- Bulbophyllum perrieri Schltr., 1913
- Bulbophyllum sandrangatense Bosser, 1965
- Bulbophyllum vestitum Bosser, 1971
- Bulbophyllum amoenum Bosser, 1965
- Bulbophyllum bryophilum Hermans, 2007
- Bulbophyllum calyptropus Schltr., 1924
- Bulbophyllum conchidioides Ridl., 1886
- Bulbophyllum johannis H.Wendl. & Kraenzl., 1894
- Bulbophyllum moldenkeanum A.D.Hawkes, 1966
- Bulbophyllum jumelleanum Schltr., 1913
- Bulbophyllum pervillei Rolfe, 1891
- Bulbophyllum sciaphile Bosser, 1965
- Bulbophyllum brachystachyum Schltr., 1924
- Bulbophyllum liparidioides Schltr., 1924
- Bulbophyllum nutans (Thouars) Thouars, 1822
- Bulbophyllum abbreviatum (Rchb.f.) Schltr., 1924
- Bulbophyllum trilineatum H.Perrier, 1937
- Bulbophyllum capuronii Bosser, 1971
- Bulbophyllum complanatum H.Perrier, 1937
- Bulbophyllum minutum Thouars, 1822

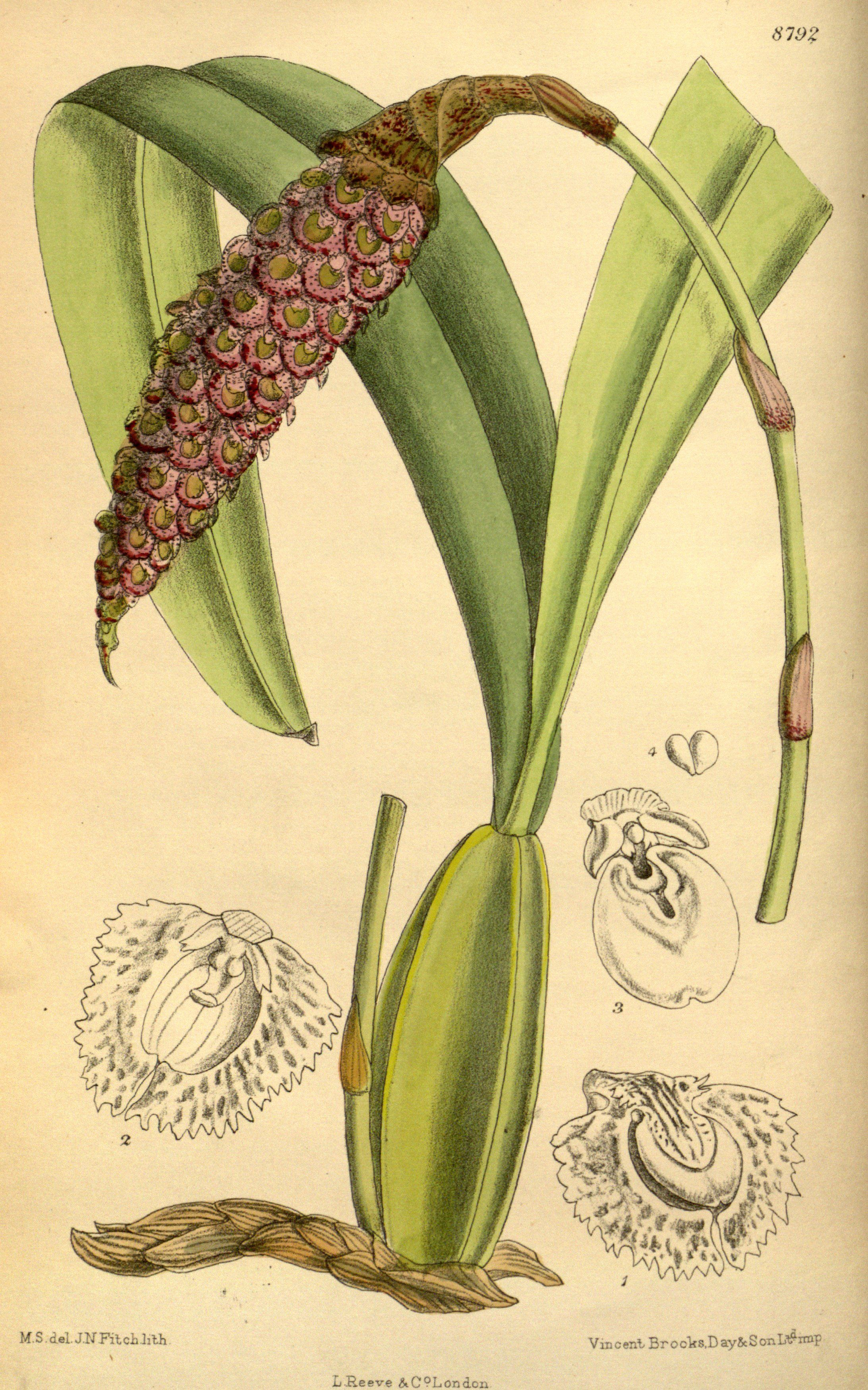
Bulbophyllum coriophorum
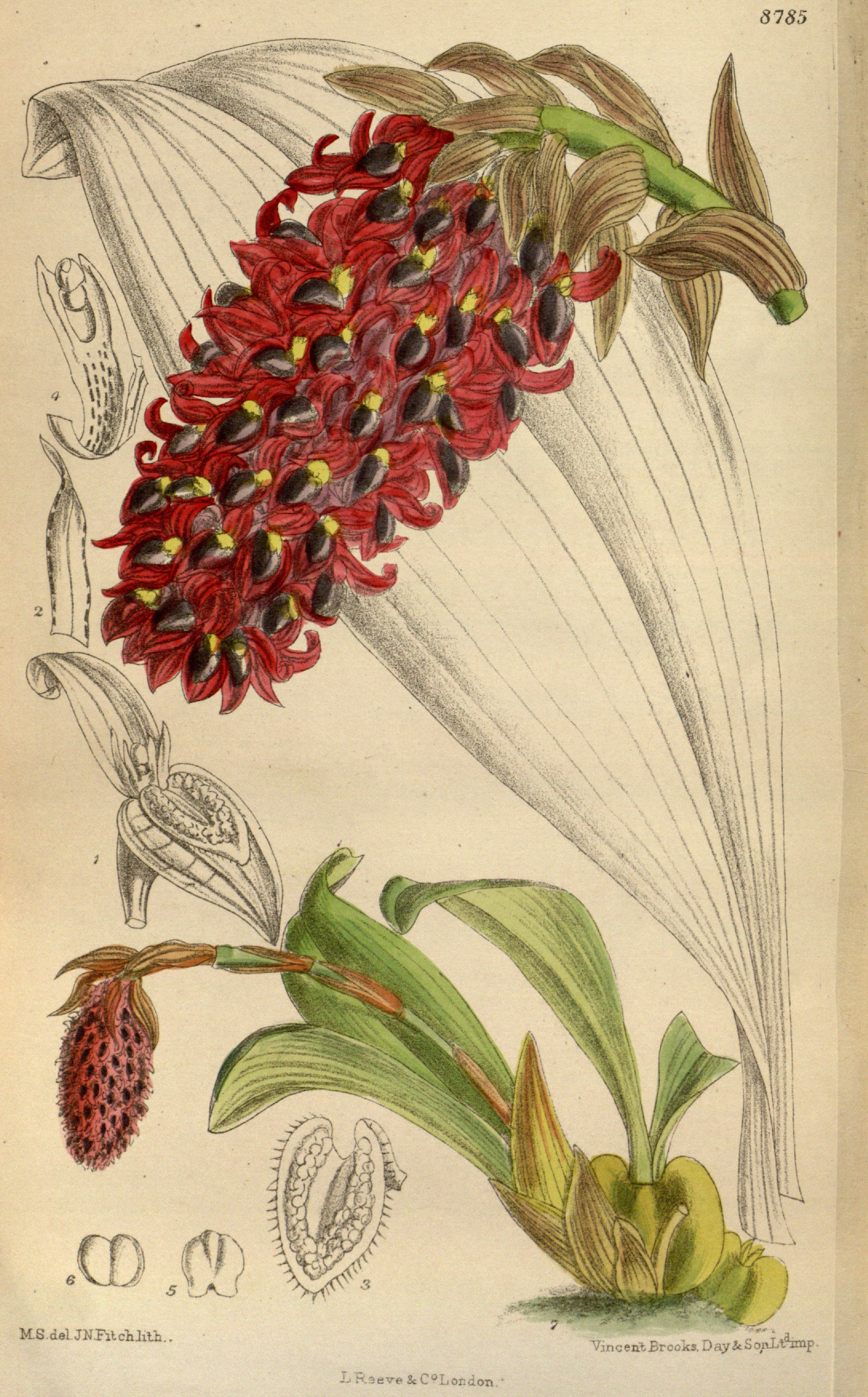
Bulbophyllum hamelinii
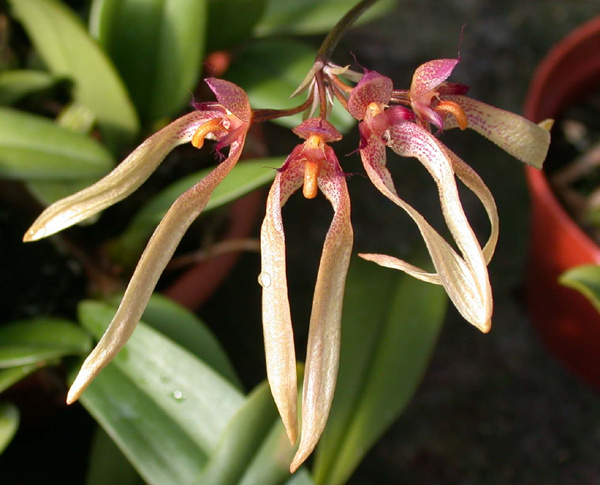
Bulbophyllum longiflorum

#### Sottotribù Malaxidinae
- Genere Liparis Rich. (1817) (39 spp.)

- Liparis anthericoides H.Perrier, 1936
- Liparis bulbophylloides H.Perrier, 1936
- Liparis cespitosa (Lam.) Lindl., 1825
- Liparis clareae Hermans, 2007
- Liparis bernieri Frapp. ex Cordem., 1895
- Liparis listeroides Schltr., 1924
- Liparis longicaulis Ridl., 1885
- Liparis stenophylla Schltr., 1924
- Liparis zaratananae Schltr., 1924
- Liparis gracilipes Schltr., 1924
- Liparis puncticulata Ridl., 1886
- Liparis rivalis Schltr., 1924
- Liparis bicornis Ridl., 1885
- Liparis cladophylax Schltr., 1916
- Liparis densa Schltr., 1924
- Liparis dryadum Schltr., 1924
- Liparis longipetala Ridl., 1885
- Liparis lutea Ridl., 1885
- Liparis microcharis Schltr., 1924
- Liparis parva Ridl., 1885
- Liparis xanthina Ridl., 1886
- Liparis ambohimangana Hermans, 2007
- Liparis andringitrana Schltr., 1924
- Liparis bathiei Schltr., 1924
- Liparis flavescens (Thouars) Lindl., 1825
- Liparis henrici Schltr., 1924
- Liparis imerinensis Schltr., 1924
- Liparis nephrocardia Schltr., 1924
- Liparis perrieri Schltr., 1913
- Liparis rectangularis H.Perrier, 1936
- Liparis salassia (Pers.) Summerh., 1953
- Liparis jumelleana Schltr., 1916
- Liparis ochracea Ridl., 1885
- Liparis ornithorrhynchos Ridl., 1885
- Liparis panduriformis H.Perrier, 1936
- Liparis sambiranoensis Schltr., 1924
- Liparis warpurii Rolfe, 1908
- Liparis vulturiceps Hermans & P.J.Cribb

- Genere Malaxis Sol. ex Sw., 1788 (3 spp.)

  - Malaxis atrorubra (H.Perrier) Summerh.
  - Malaxis françoisii (H.Perrier) Summerh.
  - Malaxis physuroides (Schltr.) Summerh.

- Genere Oberonia Lindl., 1830 (1 sp.)
  - Oberonia disticha (Lam.) Schltr.

### Tribù Nervilieae
- Genere Nervilia Comm. ex Gaudich., 1829 (8 spp.)
  - Nervilia affinis Schltr., 1924
  - Nervilia leguminosarum Jum. & H.Perrier, 1912
  - Nervilia petraea (Afzel. ex Sw.) Summerh., 1945
  - Nervilia lilacea Jum. & H.Perrier, 1911
  - Nervilia kotschyi (Rchb.f.) Schltr., 1911
  - Nervilia bicarinata (Blume) Schltr., 1911
  - Nervilia renschiana (Rchb.f.) Schltr., 1911
  - Nervilia crociformis (Zoll. & Moritzi) Seidenf., 1978

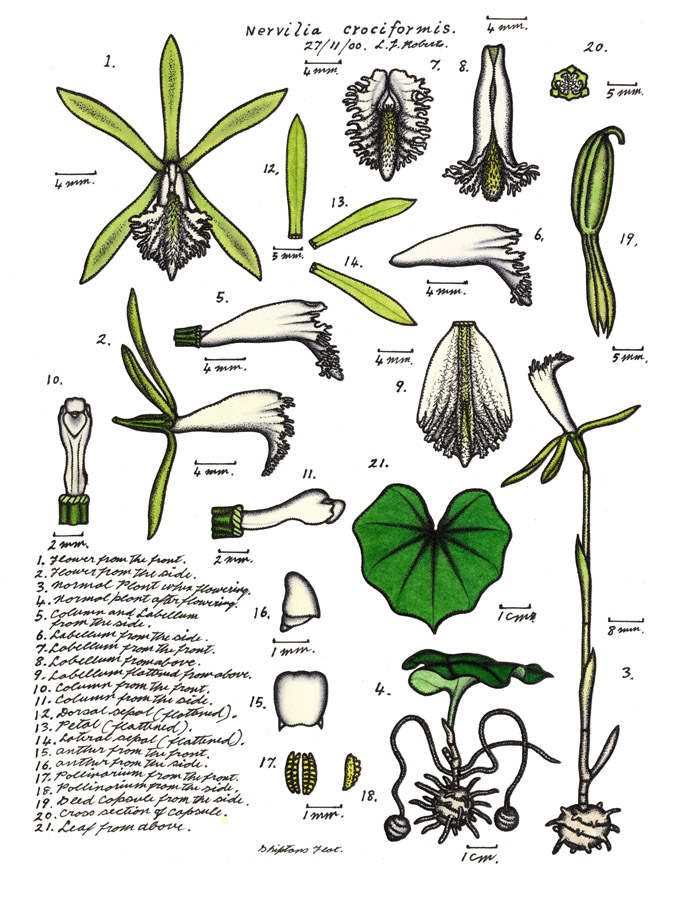
Nervilia crociformis

### Tribù Tropidieae
- Genere Corymborkis Thouars, 1809 (1 sp.)
  - Corymborkis corymbis Thouars, 1809

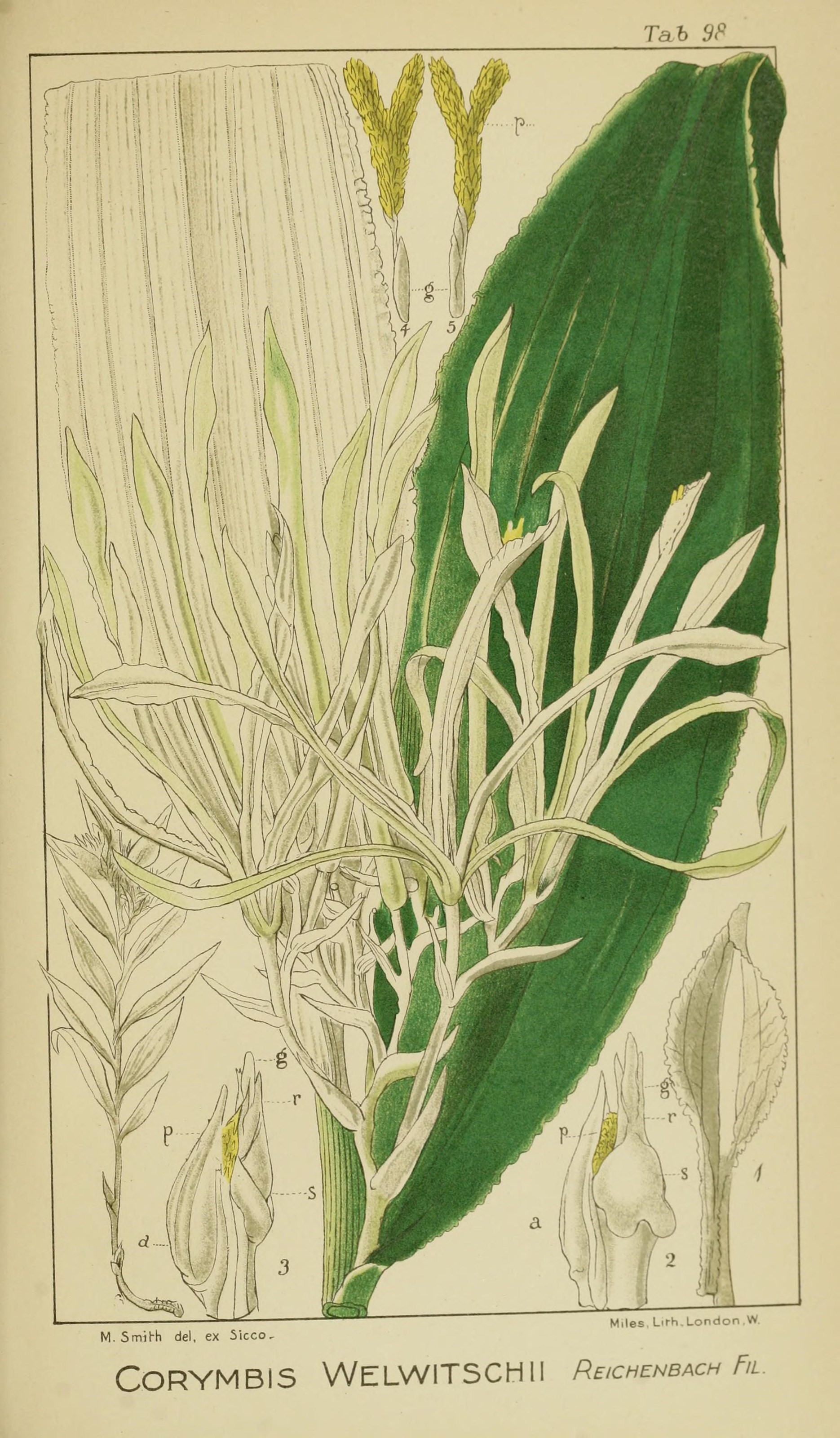
Corymborkis corymbis

### Tribù Vandeae

#### Sottotribù Aeridinae
- Genere Acampe Lindl., 1853 (1 sp.)
  - Acampe pachyglossa Rchb.f.

#### Sottotribù Angraecinae
- Genere Aerangis Rchb.f., 1865 (24 spp.)

- Aerangis alcicornis (Rchb.f.) Garay, 1972
- Aerangis articulata (Rchb.f.) Schltr., 1914
- Aerangis citrata (Thouars) Schltr., 1914
- Aerangis concavipetala H.Perrier, 1938
- Aerangis coursiana (H.Perrier) P.J.Cribb & Carlsward, 2012
- Aerangis cryptodon (Rchb.f.) Schltr., 1914
- Aerangis decaryana H.Perrier, 1938
- Aerangis divitiflora (Schltr.) P.J.Cribb & Carlsward, 2012
- Aerangis ellisii (Rchb.f.) Schltr., 1914
- Aerangis fastuosa (Rchb.f.) Schltr., 1914
- Aerangis fuscata (Rchb.f.) Schltr., 1914
- Aerangis hyaloides (Rchb.f.) Schltr., 1914
- Aerangis macrocentra (Schltr.) Schltr., 1915
- Aerangis modesta (Hook.f.) Schltr., 1914
- Aerangis monantha Schltr., 1925
- Aerangis mooreana (Rolfe) P.J.Cribb & J.Stewart, 1983
- Aerangis oligantha Schltr., 1915
- Aerangis pallidiflora H.Perrier, 1938
- Aerangis pulchella (Schltr.) Schltr., 1915
- Aerangis punctata J.Stewart, 1986
- Aerangis rostellaris (Rchb.f.) H.Perrier, 1941
- Aerangis seegeri Senghas, 1983
- Aerangis spiculata (Finet) Senghas, 1972
- Aerangis stylosa (Rolfe) Schltr., 1915

- Genere Aeranthes Lindl., 1824 (37 spp.)

- Aeranthes adenopoda H.Perrier, 1938
- Aeranthes aemula Schltr., 1925
- Aeranthes albidiflora Toill.-Gen., Ursch & Bosser, 1960
- Aeranthes ambrensis Toill.-Gen., Ursch & Bosser, 1960
- Aeranthes angustidens H.Perrier, 1938
- Aeranthes antennophora H.Perrier, 1938
- Aeranthes bathieana Schltr., 1925
- Aeranthes carnosa Toill.-Gen., Ursch & Bosser, 1960
- Aeranthes caudata Rolfe, 1901
- Aeranthes crassifolia Schltr., 1925
- Aeranthes denticulata Toill.-Gen., Ursch & Bosser, 1960
- Aeranthes ecalcarata H.Perrier, 1938
- Aeranthes filipes Schltr., 1913
- Aeranthes grandiflora Lindl., 1824
- Aeranthes laxiflora Schltr., 1925
- Aeranthes leandriana Bosser, 1971
- Aeranthes moratii Bosser, 1971
- Aeranthes multinodis Bosser, 1971
- Aeranthes neoperrieri Toill.-Gen., Ursch & Bosser, 1960
- Aeranthes nidus Schltr., 1925
- Aeranthes orophila Toill.-Gen., 1959
- Aeranthes orthopoda Toill.-Gen., Ursch & Bosser, 1960
- Aeranthes parvula Schltr., 1913
- Aeranthes peyrotii Bosser, 1971
- Aeranthes polyanthemus Ridl., 1886
- Aeranthes ramosa Rolfe, 1901
- Aeranthes robusta Senghas, 1987
- Aeranthes sambiranoensis Schltr., 1925
- Aeranthes schlechteri Bosser, 1970
- Aeranthes setiformis Garay, 1972
- Aeranthes setipes Schltr., 1925
- Aeranthes strangulata Frapp. ex Cordem., 1895
- Aeranthes subramosa Garay, 1972
- Aeranthes tenella Bosser, 1971
- Aeranthes tricalcarata H.Perrier, 1939
- Aeranthes tropophila Bosser, 1971
- Aeranthes unciformis P.J.Cribb & Nusb., 2012

- Genere Ambrella H. Perrier, 1934 (1 sp.) (E)
  - Ambrella longituba H. Perrier, 1934

- Genere Angraecopsis Kraenzl., 1900 (1 sp.)
  - Angraecopsis parviflora (Thouars) Schltr.

- Genere Angraecum Bory, 1804 (129 spp.)

I. Sezione Acaulia
- Angraecum brachyrhopalon Schltr., 1925
- Angraecum chaetopodum Schltr., 1925
- Angraecum rhynchoglossum Schltr., 1925
- Angraecum setipes Schltr., 1925

II. Sezione Pectinaria
- Angraecum dasycarpum Schltr., 1918
- Angraecum humblotianum Schltr., 1915
- Angraecum panicifolium H.Perrier, 1938
- Angraecum pectinatum Thouars, 1822
- Angraecum pterophyllum H.Perrier, 1938

III. Sezione Perrierangraecum
- Angraecum ambrense H.Perrier, 1938
- Angraecum curvicalcar Schltr., 1925
- Angraecum drouhardii H.Perrier, 1938
- Angraecum rigidifolium H.Perrier, 1938
- Angraecum aloifolium Hermans & P.J.Cribb, 1997
- Angraecum clareae Hermans & la Croix & P.J.Cribb, 2001
- Angraecum compactum Schltr., 1916
- Angraecum dollii Senghas, 1997
- Angraecum equitans Schltr., 1916
- Angraecum kranzlinianum H.Perrier, 1941
- Angraecum ankeranense H.Perrier, 1938
- Angraecum bicallosum H.Perrier, 1938
- Angraecum breve Schltr., 1925
- Angraecum curnowianum (Rchb.f.) T.Durand & Schinz, 1894
- Angraecum darainense P.J. Cribb & Nusb., 2012
- Angraecum didieri (Baill. ex Finet) Schltr.
- Angraecum dryadum Schltr.
- Angraecum elephantinum Schltr.
- Angraecum imerinense Schltr.
- Angraecum lecomtei H.Perrier
- Angraecum letouzeyi Bosser
- Angraecum littorale Schltr.
- Angraecum longicaule H.Perrier
- Angraecum obesum H.Perrier
- Angraecum palmicolum Bosser
- Angraecum peyrotii Bosser
- Angraecum pseudodidieri H.Perrier
- Angraecum rutenbergianum Kraenzl.
- Angraecum sambiranoense Schltr.
- Angraecum urschianum Toill.-Gen. & Bosser

IV. Sezione Filangis
- Angraecum amplexicaule Toill.-Gen. & Bosser
- Angraecum filicornu Thouars

V. Sezione Angraecoides
- Angraecum chermezoni H.Perrier
- Angraecum clavigerum Ridl.
- Angraecum curvicaule Schltr.
- Angraecum pingue Frapp.
- Angraecum rhizomaniacum Schltr.
- Angraecum rostratum Ridl.
- Angraecum scalariforme H.Perrier
- Angraecum sedifolium Schltr.
- Angraecum triangulifolium Senghas
- Angraecum zaratananae Schltr.

VI. Sezione Pseudojumellea
- Angraecum ampullaceum Bosser
- Angraecum coutrixii Bosser
- Angraecum danguyanum H.Perrier
- Angraecum dendrobiopsis Schltr.
- Angraecum elliotii Rolfe
- Angraecum florulentum Rchb.f.
- Angraecum mauritianum (Poir.) Frapp
- Angraecum meirax (Rchb.f.) H.Perrier
- Angraecum melanosticum Schltr.
- Angraecum moratii Bosser
- Angraecum oblongifolium Toill.-Gen. & Bosser
- Angraecum penzigianum Schltr.

VII. Sezione Aranchnangraecum
- Angraecum linearifolium Garay
- Angraecum teretifolium Ridl.
- Angraecum popowii Braem.
- Angraecum pseudofilicornu H.Perrier
- Angraecum ampullaceum Bosser
- Angraecum arachnites Schltr.
- Angraecum conchoglossum Schltr.
- Angraecum humbertii H.Perrier
- Angraecum platycornu Hermans, P.J.Cribb & Bosser
- Angraecum sterrophyllum Schltr.
- Angraecum triangulifolium Senghas

VIII. Sezione Gomphocentrum
- Angraecum acutipetalum Schltr.
- Angraecum andringitranum Schltr.
- Angraecum calceolus Thouars
- Angraecum caulescens Thouars
- Angraecum cornucopiae H.Perrier
- Angraecum corynoceras Schltr.
- Angraecum dauphinense (Rolfe) Schltr.
- Angraecum falcifolium Bosser
- Angraecum guillauminii H.Perrier
- Angraecum ischnopus Schltr.
- Angraecum multiflorum Thouars
- Angraecum rhizanthium H.Perrier
- Angraecum sacculatum Schltr.
- Angraecum tenuipes Summerh.
- Angraecum verecundum Schltr.
- Angraecum vesiculatum Schltr.

IX. Sezione Lepervenchea
- Angraecum appendiculoides Schltr.
- Angraecum caricifolium H.Perrier
- Angraecum musculiferum H.Perrier
- Angraecum pauciramosum Schltr.
- Angraecum tenuispica Schltr.

X. Sezione Lemurangis
- Angraecum alleizettei Schltr.
- Angraecum baronii (Finet) Schltr.
- Angraecum decaryanum H.Perrier
- Angraecum floribundum Bosser
- Angraecum madagascariense (Finet) Schltr.

XI. Sezione Nana
- Angraecum andasibeense H.Perrier
- Angraecum bemarivoense Schltr.
- Angraecum microcharis Schltr.
- Angraecum muscicolum H.Perrier
- Angraecum onivense H.Perrier
- Angraecum perhumile H.Perrier
- Angraecum perparvulum H.Perrier
- Angraecum rubellum Bosser
- Angraecum tenellum (Ridl.) Schltr.

XII. Sezione Boryangraecum
- Angraecum aviceps Schltr.
- Angraecum flavidum Bosser
- Angraecum ochraceum (Ridl.) Schltr.
- Angraecum pergracile Schltr.
- Angraecum pinifolium Bosser
- Angraecum pumilio Schltr.
- Angraecum sinuatiflorum H.Perrier
- Angraecum tamarindicolum Schltr.
- Angraecum vesiculiferum Schltr.

XIII. Sezione Chlorangraecum
- Angraecum ferkoanum Schltr.
- Angraecum huntleyoides Schltr.

XIV. Sezione Humblotiangraecum
- Angraecum leonis (Rchb.f.) André
- Angraecum magdalenae Schltr. & H.Perrier
- Angraecum viguieri Schltr.

XV. Sezione Angraecum
- Angraecum crassum Thouars
- Angraecum eburneum Bory
- Angraecum longicalcar (Bosser) Senghas, 1986
- Angraecum mahavavense H.Perrier, 1938
- Angraecum potamophilum Schltr., 1913
- Angraecum praestans Schltr., 1913
- Angraecum protensum Schltr., 1925
- Angraecum serpens (H.Perrier) Bosser, 1970
- Angraecum sesquipedale Thouars, 1822
- Angraecum sororium Schltr., 1925

- Genere Beclardia A.Rich., 1828 (2 spp.) (E)
  - Beclardia grandiflora Bosser, 1997
  - Beclardia macrostachya (Thouars) A.Rich., 1828
- Genere Cryptopus Lindl. (3 spp.)
  - Cryptopus brachiatus H.Perrier
  - Cryptopus dissectus (Bosser) Bosser
  - Cryptopus paniculatus H.Perrier
- Genere Erasanthe P.J.Cribb, Hermans & D.L.Roberts, 2007 (1 sp.) (E)
  - Erasanthe henrici (Schltr.) P.J.Cribb, Hermans & D.L.Roberts, 2007
- Genere Jumellea Schltr., 1914 (41 spp.)

- Jumellea amplifolia Schltr., 1925
- Jumellea brachycentra Schltr., 1925
- Jumellea maxillarioides (Ridl.) Schltr., 1925
- Jumellea arachnantha (Rchb.f.) Schltr., 1915
- Jumellea major Schltr., 1925
- Jumellea bathiei Schltr., 1925
- Jumellea ibityana Schltr., 1925
- Jumellea spathulata (Ridl.) Schltr., 1925
- Jumellea angustifolia H.Perrier, 1938
- Jumellea dendrobioides Schltr., 1925
- Jumellea françoisii Schltr., 1925
- Jumellea pachyra (Kraenzl.) H.Perrier, 1941
- Jumellea cyrtoceras Schltr., 1918
- Jumellea hyalina H.Perrier, 1938
- Jumellea pachyceras Schltr., 1925
- Jumellea teretifolia Schltr., 1925
- Jumellea peyrotii Bosser, 1970
- Jumellea linearipetala H.Perrier, 1938
- Jumellea stenophylla (Frapp. ex Cordem.) Schltr., 1915
- Jumellea zaratananae Schltr., 1925
- Jumellea ambrensis H.Perrier, 1938
- Jumellea longivaginans H.Perrier, 1938
- Jumellea papangensis H.Perrier, 1938
- Jumellea recurva (Thouars) Schltr., 1915
- Jumellea porrigens Schltr., 1925
- Jumellea majalis (Schltr.) Schltr., 1915
- Jumellea arborescens H.Perrier, 1938
- Jumellea lignosa (Schltr.) Schltr., 1915
- Jumellea brevifolia H.Perrier, 1939
- Jumellea confusa (Schltr.) Schltr., 1915
- Jumellea densifoliata Senghas, 1964
- Jumellea exilis (Cordem.) Schltr., 1915
- Jumellea gregariiflora H.Perrier, 1939
- Jumellea intricata H.Perrier, 1938
- Jumellea jumelleana (Schltr.) Summerh., 1951 (publ. 1952)
- Jumellea marojejiensis H.Perrier, 1951
- Jumellea punctata H.Perrier, 1938
- Jumellea rigida Schltr., 1925
- Jumellea similis Schltr., 1925
- Jumellea stenoglossa H.Perrier, 1951
- Jumellea alionae P.J.Cribb, 2009

- Genere Lemurella Schltr., 1925 (4 spp.) (E)
  - Lemurella papillosa Bosser
  - Lemurella culicifera (Rchb. f.) H.Perrier
  - Lemurella pallidiflora Bosser
  - Lemurella virescens H.Perrier
- Genere Lemurorchis Kraenzl., 1893 (1 sp.) (E)
  - Lemurorchis madagascariensis Kraenzl., 1893
- Genere Microcoelia Lindl., 1830 (11 spp.)

- Microcoelia aphylla (Thouars) Summerh., 1936
- Microcoelia bispiculata L.Jonss., 1981
- Microcoelia cornuta (Ridl.) Carlsward, 2006
- Microcoelia decaryana L.Jonss., 1981
- Microcoelia dolichorhiza (Schltr.) Summerh., 1943
- Microcoelia elliotii (Finet) Summerh., 1943
- Microcoelia exilis Lindl., 1830
- Microcoelia gilpinae (Rchb.f. & S.Moore) Summerh., 1943
- Microcoelia macrantha (H.Perrier) Summerh., 1943
- Microcoelia perrieri (Finet) Summerh., 1943
- Microcoelia physophora (Rchb.f.) Summerh., 1943

- Genere Neobathiea Schltr., 1925 (6 spp.) (E)
  - Neobathiea comet-halei Hermans & P.J.Cribb[2]
  - Neobathiea grandidierana (Rchb. f.) Garay
  - Neobathiea keraudrenae Toill.-Gen. & Bosser
  - Neobathiea hirtula H.Perrier
  - Neobathiea spatulata H.Perrier
  - Neobathiea perrieri (Schltr.) Schltr.

- Genere Oeonia Lindl., 1826 (5 spp.) (E)
  - Oeonia madagascariensis (Schltr.) Bosser
  - Oeonia brauniana H.Wendl. & Kraenzl.
  - Oeonia rosea Ridl.
  - Oeonia curvata Bosser
  - Oeonia volucris (Thouars) Spreng
- Genere Oeoniella Schltr., 1918 (1 spp.)
  - Oeoniella polystachys (Thouars) Schltr.
- Genere Sobennikoffia Schltr., 1925 (3 spp.)
  - Sobennikoffia humbertiana H.Perrier
  - Sobennikoffia poissoniana H.Perrier
  - Sobennikoffia robusta (Schltr.) Schltr.

#### Sottotribù Polystachyinae
- Genere Polystachya Hook., 1824 (21 spp.)

- Polystachya cultriformis (Thouars) Lindl. ex Spreng., 1826
- Polystachya fusiformis (Thouars) Lindl., 1925
- Polystachya oreocharis  Schltr., 1924
- Polystachya monophylla Schltr., 1916
- Polystachya aurantiaca Schltr., 1913
- Polystachya clareae Hermans, 2003
- Polystachya cornigera Schltr., 1925
- Polystachya henrici Schltr., 1924
- Polystachya virescens  Ridl., 1885
- Polystachya heckeliana Schltr., 1913
- Polystachya rhodochila  Schltr., 1916
- Polystachya tsaratananae  H.Perrier, 1936
- Polystachya anceps Ridl., 1885
- Polystachya concreta (Jacq.) Garay & H.R.Sweet, 1974
- Polystachya rosea Ridl., 1885
- Polystachya humbertii H.Perrier, 1936
- Polystachya pergibbosa H.Perrier, 1951
- Polystachya perrieri Schltr., 1916
- Polystachya rosellata Ridl., 1883
- Polystachya tsinjoarivensis H.Perrier, 1936
- Polystachya waterlotii Guillaumin, 1928

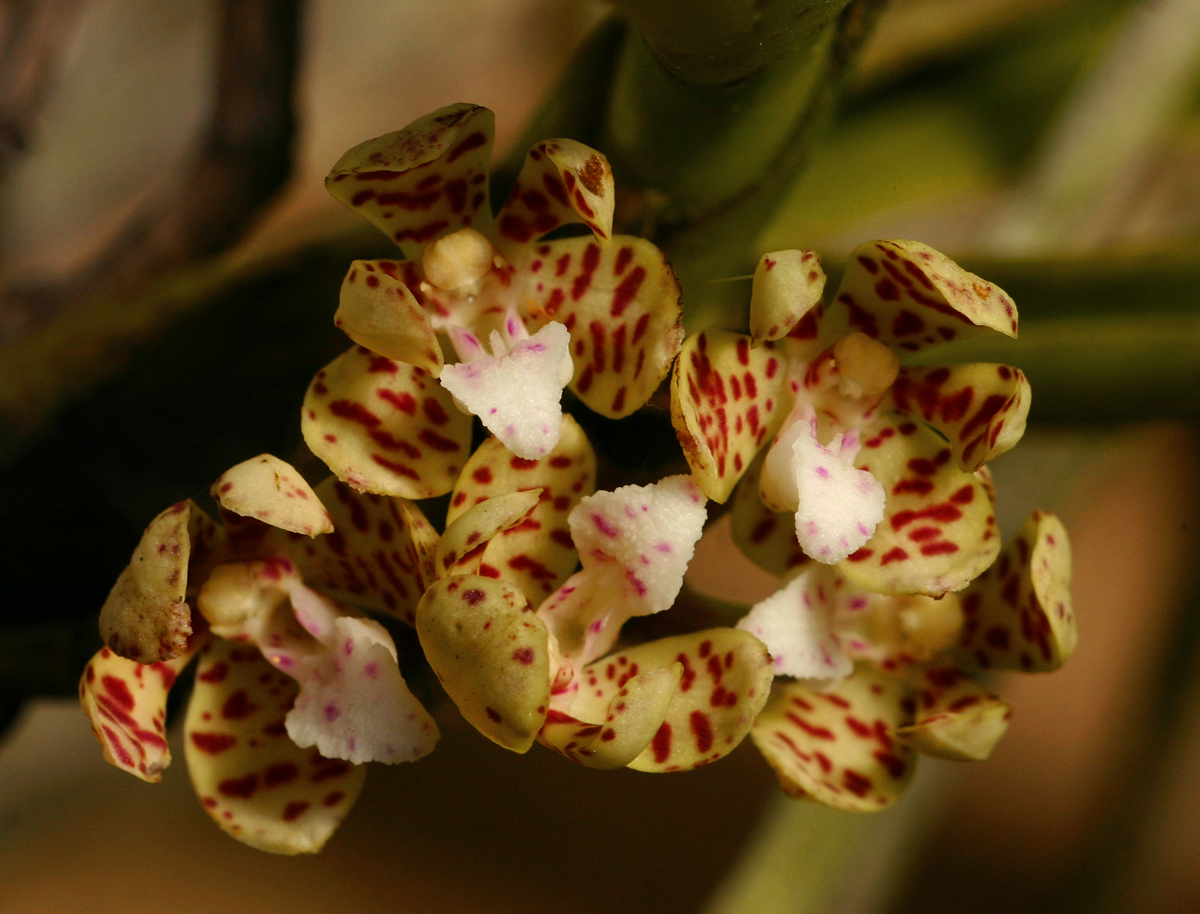
Acampe pachyglossa
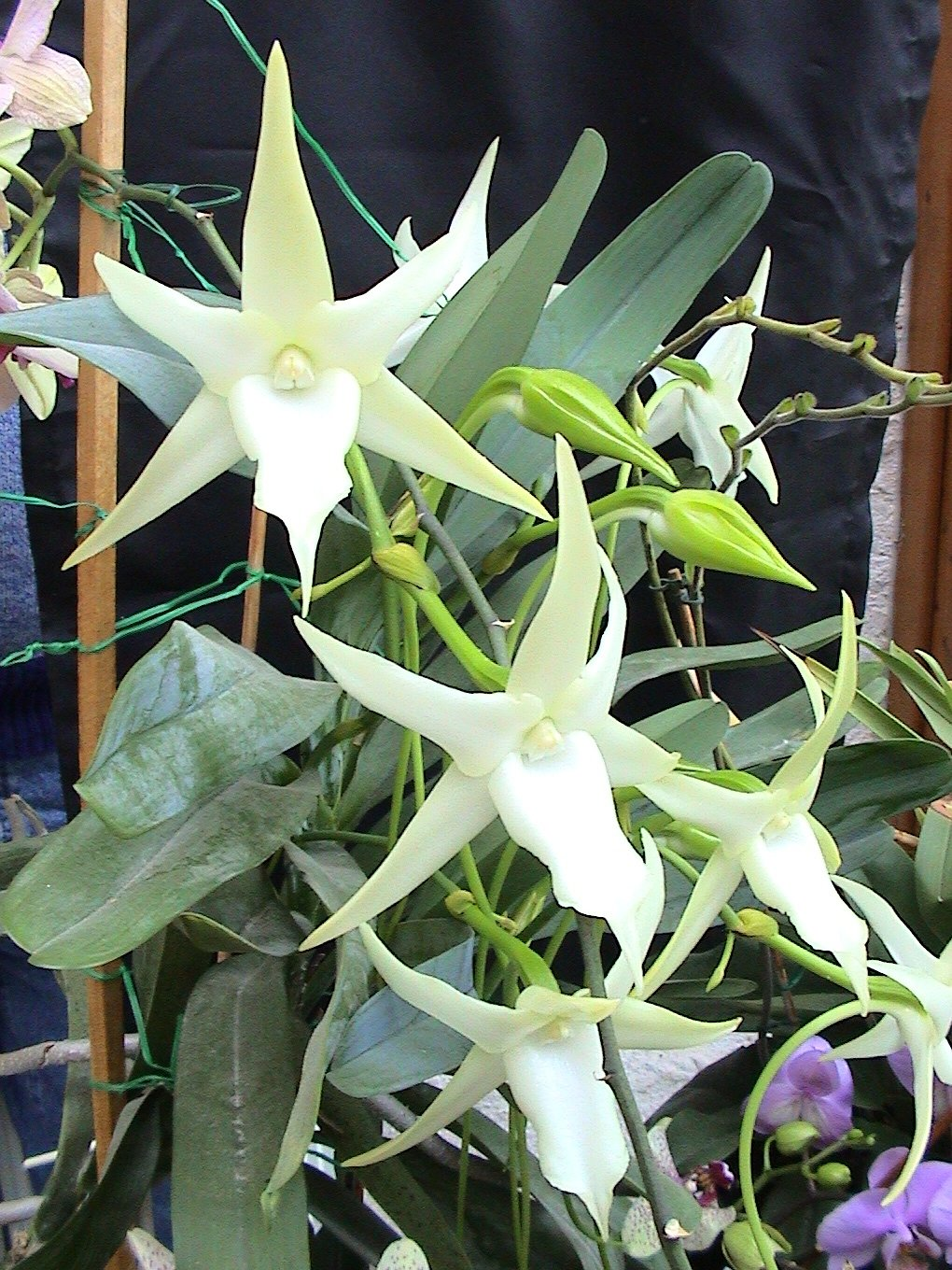
Angraecum sesquipedale
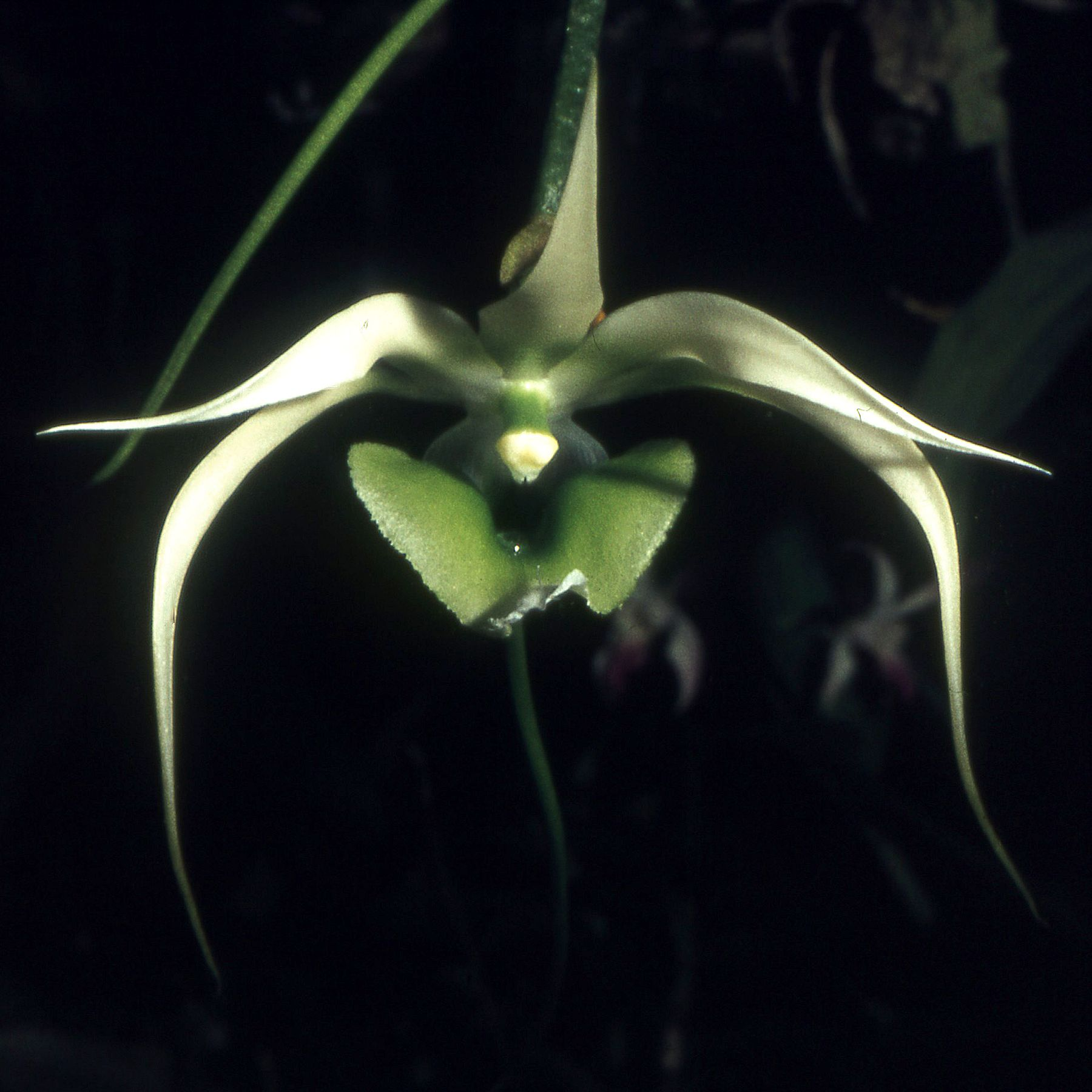
Erasanthe henrici
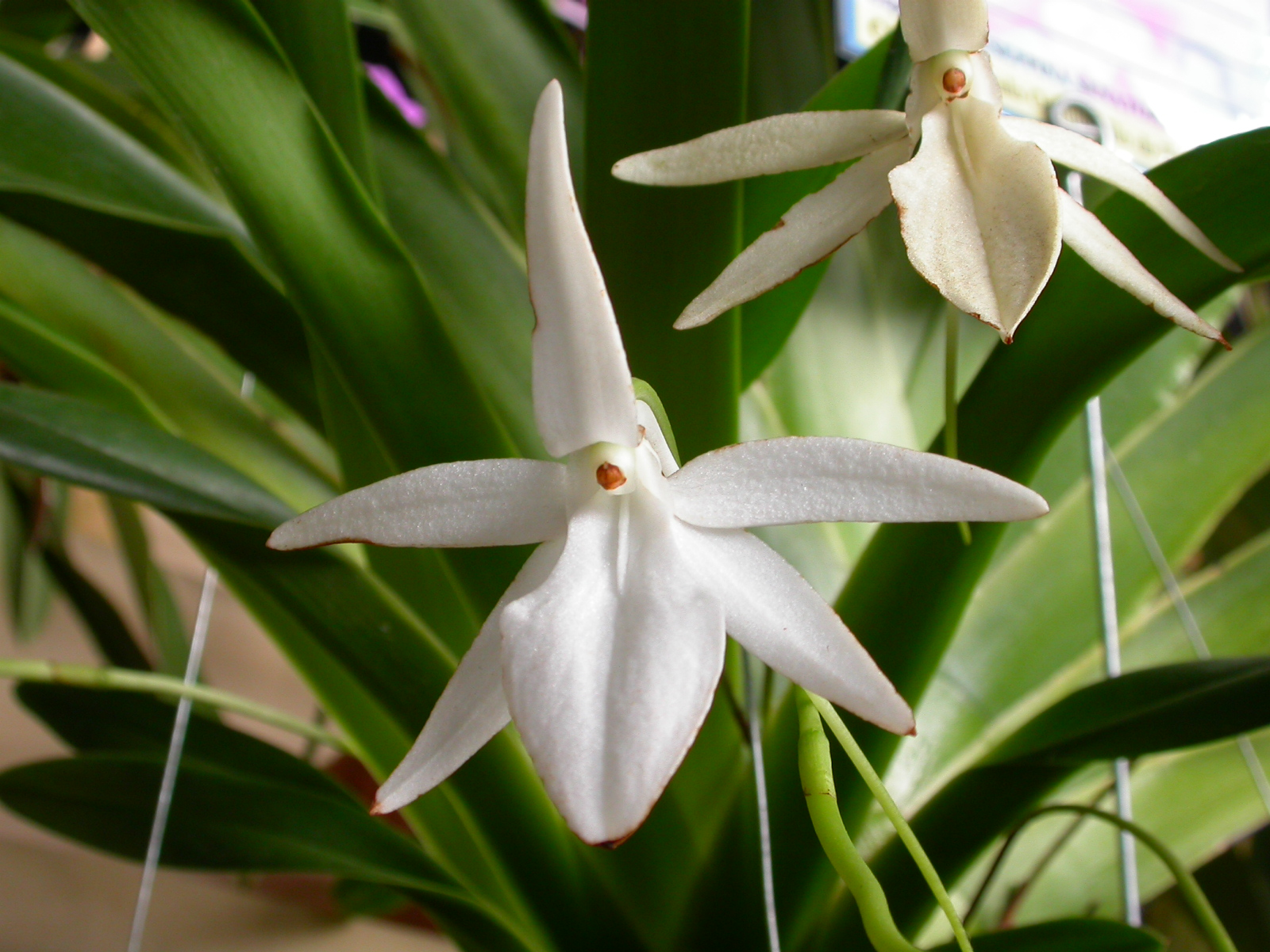
Jumellea arachnantha
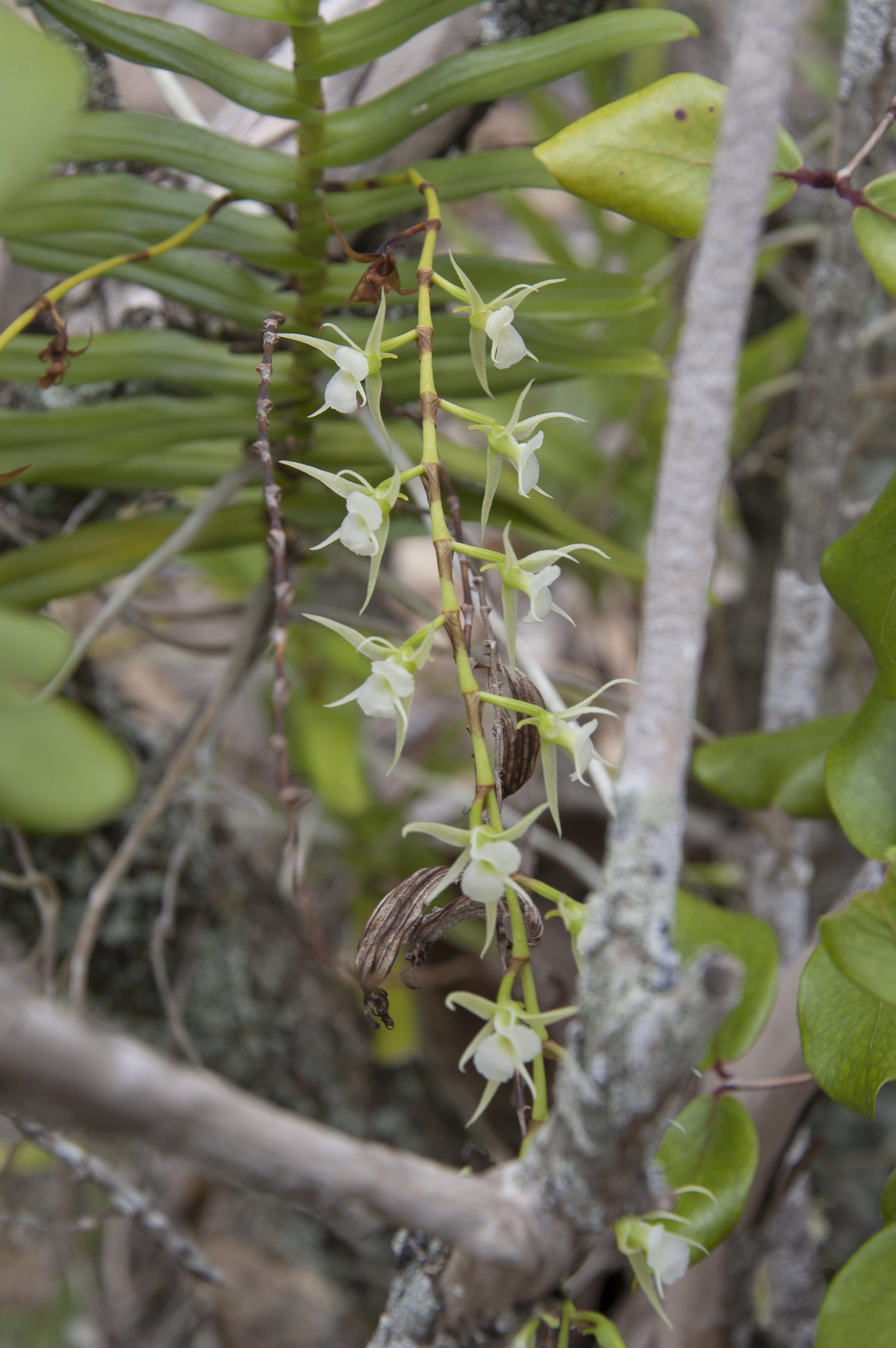
Oeoniella polystachys